# نادي أرسنال
نادي أرسنال لكرة القدم (بالإنجليزية: Arsenal Football Club) هو نادي كرة قدم إنجليزي محترف يقع في هولوواي شمال لندن. يلعب في الدوري الإنجليزي الممتاز ويُعد أحد الأندية الأربعة الكبار في إنجلترا. حصل على لقب الدوري الإنجليزي الممتاز 13 مرة، وعلى كأس الاتحاد الإنجليزي 14 مرة، ومرة واحدة على كأس الكؤوس الأوروبية التي غُير اسمها فيما بعد إلى كأس الاتحاد الأوروبي.
تأسس نادي أرسنال عام 1886 في مدينة وولويتش جنوب غرب لندن لينتقل عام 1913 شمالاً إلى ملعب الهايبري، ثم إلى ملعبهم الجديد استاد الإمارات في مايو 2006 بالقرب من آشبرتون جروف في هولوواي وهو لا يبعُد كثيراً عن الملعب السابق. يُعد المدرب الفرنسي أرسين فينغر والذي أشرف على تدريب الفريق منذُ سبتمبر 1996 لغاية صيف موسم 2018، المدرب الأسطوري لأرسنال ومن أعظم المدربيين في تاريخ الدوري الإنجليزي الممتاز بحكم الفترة الطويلة التي قضاها مع الفريق لأكثر من عقدين من الزمن، وقيادته المدفعجية لتحقيق العديد من البطولات والإنجازات حيث أصبح في عام 2006 أول نادي لندني يصل إلى نهائي دوري أبطال أوروبا.
لأرسنال قاعدة جماهيرية كبيرة، تقف معه في سلسلة من العداوات الطويلة الأمد مع عدة أندية أخرى؛ أبرزها مع جارهم نادي توتنهام هوتسبير، الذي تربطهم به عداوة شديدة حيث تجري بينهم مباراة تعتبر الأشهر في ديربيات لندن ويطلق عليها ديربي شمال لندن. أرسنال هو أحد أغنى أندية كرة القدم الإنجليزية (تزيد قيمته عن 600 مليون جنيه إسترليني حسب إحصائيات 2007)، وقد برز بانتظام في رسم صورة كرة القدم في الثقافة البريطانية، وفي عام 2010 استحال أغنى أندية كرة القدم على الإطلاق، إذ بلغت قيمته حوالي 1.2 مليار دولار. وفي سنة 2014 احتل النادي المركز الخامس ضمن قائمة فوربس لأغنى أندية كرة القدم في العالم، إذ قدرت قيمته بحوالي 1.3 مليار دولار، وفي سنة 2015 هبط إلى المركز السابع مع احتفاظه بذات القيمة. وفي سنة 2016 أشارت فوربس إلى أن النادي كان ثاني أغلى النوادي في إنجلترا بعد أن وصلت قيمته إلى 2.0 مليار دولار. وإلى جانب ذلك، فهو من بين أعلى النوادي تحقيقًا للإيرادات، ومن بين أكثرها شعبية حول العالم. لدى أرسنال أيضاً نادي للسيدات يعد أكثر الأندية الإنجليزية نجاحاً في كرة القدم النسائية.
انخرط نادي أرسنال في الأنشطة الاجتماعية منذ سنة 1985 وقام بعدة مشاريع رياضية وتثقيفية وخيرية مختلفة. كما ظهر في عدة برامج إعلامية وأفلام وبرامج وثائقية بعد أن أصبح يشكل جزءاً لا يتجزأ من الهوية الإنجليزية خصوصاً والبريطانية عموماً. يمتلك النادي شركة أرسنال القابضة ذات الأسهم المحدودة التي قلما تعرضها للمداولة. أما على المستوى الفردي، فقد كان مالكوا النادي عبر التاريخ أشخاص ينحدرون من عائلتي بريسويل - سميث وهيل - وود. لكن النادي جذب انتباه أصحاب الملايين الأجانب منذ سنة 2009، فاستحصل الملياردير الأمريكي إينوس ستان كرونكي على 66.64% من الأسهم، بينما استحصل منافسه الروسي الأوزبكي عليشر عثمانوف على 29.11% من الأسهم (راجع قائمة ملاك الأندية الإنجليزية).

## التاريخ

### التأسيس

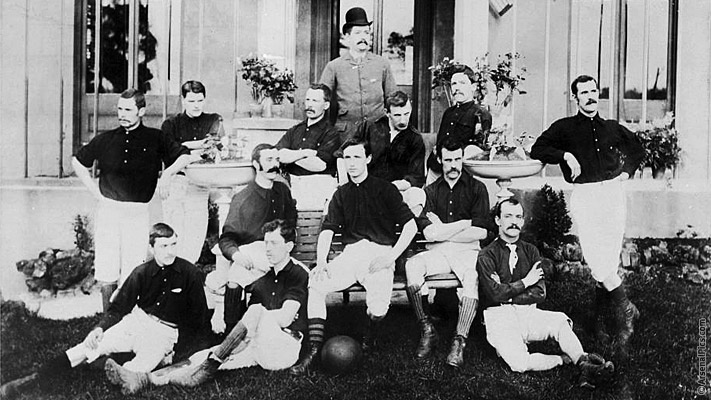
فريق أرسنال الملكي عام 1888.

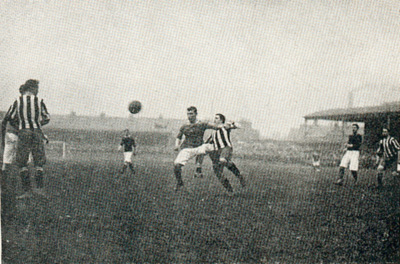
ولويتش أرسنال (في السترات الداكنة) يواجهون نيوكاسل يونايتد في المبارة نصف النهائية على كأس الاتحاد الإنجليزي، في ملعب أرض فيكتوريا، ستوك.

تأسس النادي في عام 1886 تحت مسمى "Dial Square" من قبل مجموعة من العمال الذين كانوا يعملوا في سكة الحديد المعروفة باسم «تحت الأرض» (بالإنجليزية: Underground) لكنه لم يلبث طويلاً حتى تغير بعدها بفترة قصيرة ليصبح «أرسنال الملكي» (بالإنجليزية: Royal Arsenal). وبعد مرور 10 سنوات على تأسيسه انتقل الفريق إلى عالم الاحتراف في عام 1896 وحينها وبأوامر ملكية من حكومة بريطانيا العظمى تغير اسمه ليصبح «ولويتش آرسنال»، (بالإنجليزية: Woolwich Arsenal) لكن أنصار الفريق لم يعجبهم الاسم كثيراً حيث قاموا بحذف المقطع الأول ليصبح أرسنال فقط. والتي تعني الترسانة في اللغة العربية وتم اعتماده رسمياً وهو الاسم المعمول به حالياً. استحال النادي أوّل عضو جنوبي في دوري كرة القدم سنة 1893، وبدأ يلعب مبارياته في دوري الدرجة الثانية قبل أن يتأهل لدوري الدرجة الأولى سنة 1904. تسببت العزلة الجغرافية النسبية للنادي في انخفاض نسبة مشاهدي مبارياته عن نسبة مشاهدي مباريات نواد أخرى، الأمر الذي جعله يغرق بالمشاكل المالية ويعلن إفلاسه رسميًا في سنة 1910، أي في ذات السنة التي اشتراه فيها رجلا الأعمال هنري نوريس ووليام هول. عزم نوريس بعد شرائه النادي على نقل موقعه الجغرافي إلى مكان آخر، وفي سنة 1913، بعد أن أُُنزل إلى دوري الدرجة الثانية، انتقل أرسنال إلى ملعب جديد في هايبري، شمال لندن؛ حيث تخلّوا عن اسم «ولويتش» في السنة التالية. حلّ أرسنال خامسًا بين الفرق الإنجليزية في سنة 1919، لكن على الرغم من ذلك أعيد إدراجه في دوري الدرجة الأولى على حساب منافسه اللدود توتنهام هوتسبر، وقد أشيع أن ذلك تم بأساليب مريبة.
عيّن النادي هيربرت تشابمان مدربًا للفريق في سنة 1925. وكان تشابمان قد فاز ببطولة الدوري مرتين مع نادي هدرسفيلد تاون خلال موسميّ 1923–24 و1924–25، فنهض بأرسنال نهضة جبّارة تعتبر اليوم مرحلة النجاحات الكبرى الأولى في تاريخ النادي. فقد أدّى تضافر تدريب تشابمان وتكتيكاته الثورية مع بروز لاعبين موهوبين مثل ألكس جايمس وكلف باستين، إلى إرساء قواعد هيمنة النادي على كرة القدم الإنجليزية خلال عقد الثلاثينيات من القرن العشرين.

### فترة البطولات
فترة الازدهار الحقيقية للأرسنال كانت في الثلاثينات من القرن العشرين حيث فاز أرسنال في هذه الفترة بخمس بطولات للدوري الإنجليزي وبطولتين للكأس في مدة تسع سنوات فقط تحت قيادة رئيس النادي هيربرت تشابمان. فاز النادي بأولى ألقابه في نهائي بطولة كأس الاتحاد الإنجليزي لعام 1930، وتبعها بفوزه بلقب الدوري مرتين في موسميّ 1930–31 و1932–33. بالإضافة إلى ذلك، سعى تشابمان حتى تمكن من تغيير اسم المحطة المحلية لمترو أنفاق لندن من «درب غيليسبي» (بالإنجليزية: Gillespie Road) إلى «آرسنال»، الأمر الذي جعلها محطة قطار الأنفاق الوحيدة المسماة على اسم نادي كرة قدم. توفي تشابمان بذات الرئة في بداية عام 1934، فخلفه جوي شو وجورج أليسون، وتحت رعايتهما فاز النادي بثلاثة ألقاب جديدة، في مواسم 1933–34، 1934–35 و1937–38 على التوالي، وبكأس الاتحاد الإنجليزي لسنة 1936. أخذ نجم أرسنال بالأفول شيئاً فشيئًا مع نهاية عقد الثلاثينيات، أي خلال الفترة التي تقاعد فيها عدد من اللاعبين الأساسيين، ومن ثم اندلعت الحرب العالمية الثانية، فعُلّقت جميع مباريات كرة القدم في البلاد، وتوقف نشاط كل الأندية الرياضية.
صام الفريق عن البطولات حتى آواخر الأربعينيات وبداية الخمسينيات حيث فاز الفريق ببطولتين للدوري وبطولة للكأس الإنجليزي. ففي فترة ما بعد الحرب، خلف طوم وايتكير جورج أليسون في تدريب الفريق، ففاز في بطولة الدوري في موسميّ 1947–48 و1952–53، وبكأس الاتحاد الإنجليزي عام 1950. لكن حظوظ النادي تضاءلت بعد ذلك، فلم يستطع اجتذاب لاعبين من نفس عيار لاعبي عقد الثلاثينيات، فأمضى معظم العقدين اللاحقين دون أن يحقق أي لقب، ولم يستطع قائد فريق إنجلترا السابق، بيلي رايت، عندما تولى إدارة النادي، أن يحقق معه أي نجاح يُذكر، فاستمر ركوده من سنة 1962 حتى سنة 1966.

### فترة السبعينات والثمانينات
كان عام 1970 عام مميز لأرسنال حيث تمكن بعد تغلبه بنتيجة 4-3 على نادي آندرلخت من الفوز بأول بطولة أوروبية غير رسمية في تاريخه وهي بطولة كأس المعارض الأوروبية (بالإنجليزية: Inter-Cities Fairs Cup) والتي دمجت مع كأس الاتحاد الأوروبي فيما بعد. وقد تبع هذا الفوز فوز كبير آخر، هو الفوز بكأس بطولتيّ الدوري والاتحاد في ذات الوقت، في موسم 1970–71. لازم الحظ السيئ أرسنال في الأعوام 1978، 1979 و1980 حيث أنه تأهل لنهائي الكأس الإنجليزي ثلاث مرات على التوالي لكنه خسرها كلها. حقق الفريق نجاحًا وحيدًا فقط خلال هذه الفترة، كان فوزه في الدقيقة الأخيرة على نادي مانشستر يونايتد بنتيجة 3–2، في نهائي كأس الاتحاد الإنجليزي لعام 1979، بمباراة كثيرًا ما يعدّها المعجبون مباراة كلاسيكية.
عاد لاعب الفريق الأسبق جورج غراهام إلى النادي عام 1986، بصفته مدربًا هذه المرة، ففتحت بمجيئه فترة ازدهار ثالثة في تاريخ آرسنال، ففاز بكأس رابطة الأندية الإنجليزية في موسم 1986–87، وهو موسم غراهام الأول، وأتبع هذا الفوز بلقب آخر من الرابطة في موسم 1988–89. كان عام 1989 عامًا لم ينساه عشاق الدوري الإنجليزي بصفة عامة وعشاق أرسنال وليفربول بصفة خاصة والسبب في ذلك أن ليفربول كان متقدمًا حتى آخر مباراة في الدوري بثلاث نقاط عن أرسنال وبفارق ثلاثة أهداف أيضا وكانت المباراة الأخيرة في الدوري تجمع بينهما في ملعب الأنفيلد رود معقل ليفربول ويتوجب على أرسنال الفوز بفارق هدفين إن أراد الفوز باللقب الإنجليزي أما ليفربول فيكفيه التعادل وحتى الهزيمة بهدف للفوز باللقب لكن الأرسنال تمكن من الفوز بهدفين مقابل لا شيء في معقل ليفربول وأمام جماهيره ليخطفوا لقب الدوري بفارق هدف واحد وبطريقه دراماتيكية لم تشهد الملاعب الإنجليزية لها مثيلاً، وما زاد من الإثارة أن هدف الأرسنال الثاني جاء في الوقت الضائع من الشوط الثاني وفي الدقيقة 94 عن طريق اللاعب مايكل توماس الذي أصبح فيما بعد أحد لاعبي ليفربول.

### فترة التسعينيات
في عام 1991 عاود الأرسنال الفوز بالدوري مرة أخرى لكن هذه المرة حسمها منذ البداية مغردًا خارج السرب حيث لم يدخل مرماه سوى 18 هدف في 38 مباراة وهي أقل نسبة تدخل في مرمى فريق في تاريخ الدوري الإنجليزي. عاود الأرسنال في في عام 1993 دخول التاريخ، فأصبح أول نادي إنجليزي يجمع بين كأس إنجلترا وكأس رابطة الأندية الإنجليزية المحترفة. ولم يكتفي بهذا فحسب بل فاز بكأس الكؤوس الأوروبية في عام 1994 بعد فوزه على بارما الإيطالي بهدف سجله اللاعب آلان سميث. تلطخت سمعة غراهام بعد أن ثبت أنه حصل على عمولات من العميل الرياضي النرويجي «رون هوج» مقابل تخليه عن بعض اللاعبين، فأقيل من منصبه في سنة 1995، وخلفه بروس ريوتش لموسم واحد قبل أن يغادر النادي بسبب خلاف مع مجلس الإدارة.
يُعزى نجاح النادي في السنوات الأخيرة من القرن العشرين والعقد الأول من القرن الحادي والعشرين، إلى تعيين الفرنسي آرسين فينجر مدربًا في سنة 1996، فقد استقدم الأخير تكتيكات لعب جديدة، واستحدث نظام تدريب حديث، وأحضر عدد من اللاعبين الأجانب تمموا المواهب الإنجليزية الموجودة. في موسم 1998 جمع أرسنال بين بطولتي الدوري والكأس للمرة الثانية في تاريخه بعد أن كان متخلفًا بفارق 13 نقطة في منتصف الدوري عن المتصدر مانشستر يونايتد ليعود ويفوز بالدوري قبل نهايته بأربعة جولات. وأيضًا لم يدخل مرماه أي هدف في اثنتا عشر مباراة على التوالي أي في ألف وثمانين دقيقة (1080 دقيقة). في عام 1999 خسر أرسنال الدوري بطريق دراماتيكية وبفارق نقطة واحدة وأيضا خرج من دور الأربعة من الكأس بسبب إضاعة دينيس بيركامب لركلة جزاء في الوقت الضائع.

### الألفيةالجديدة

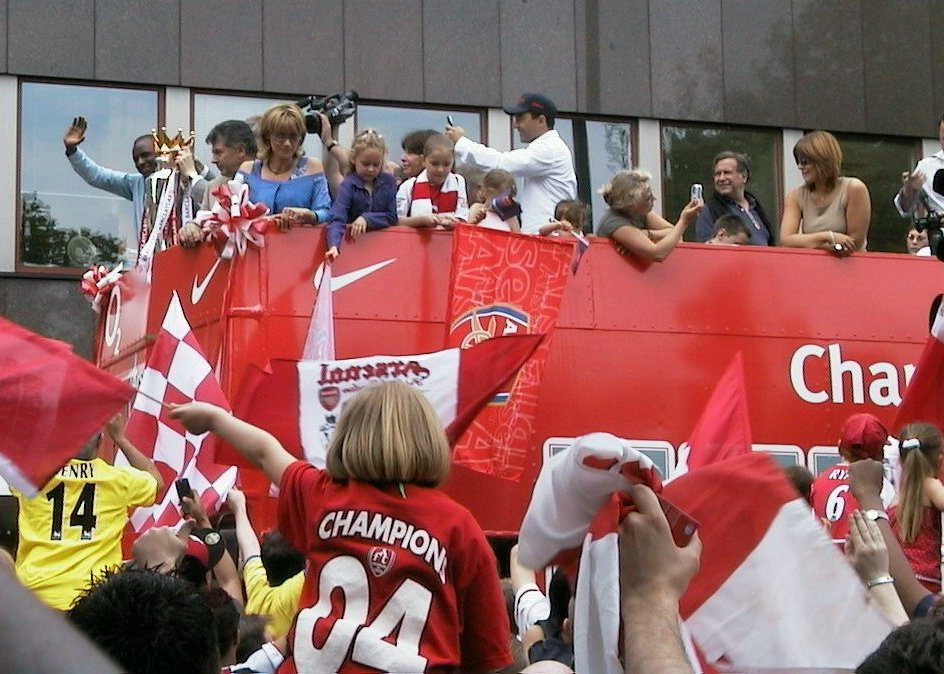
لاعبي الأرسنال وأنصاره يحتفلوا بتحقيقهم لقب الدوري الإنجليزي عام 2004.

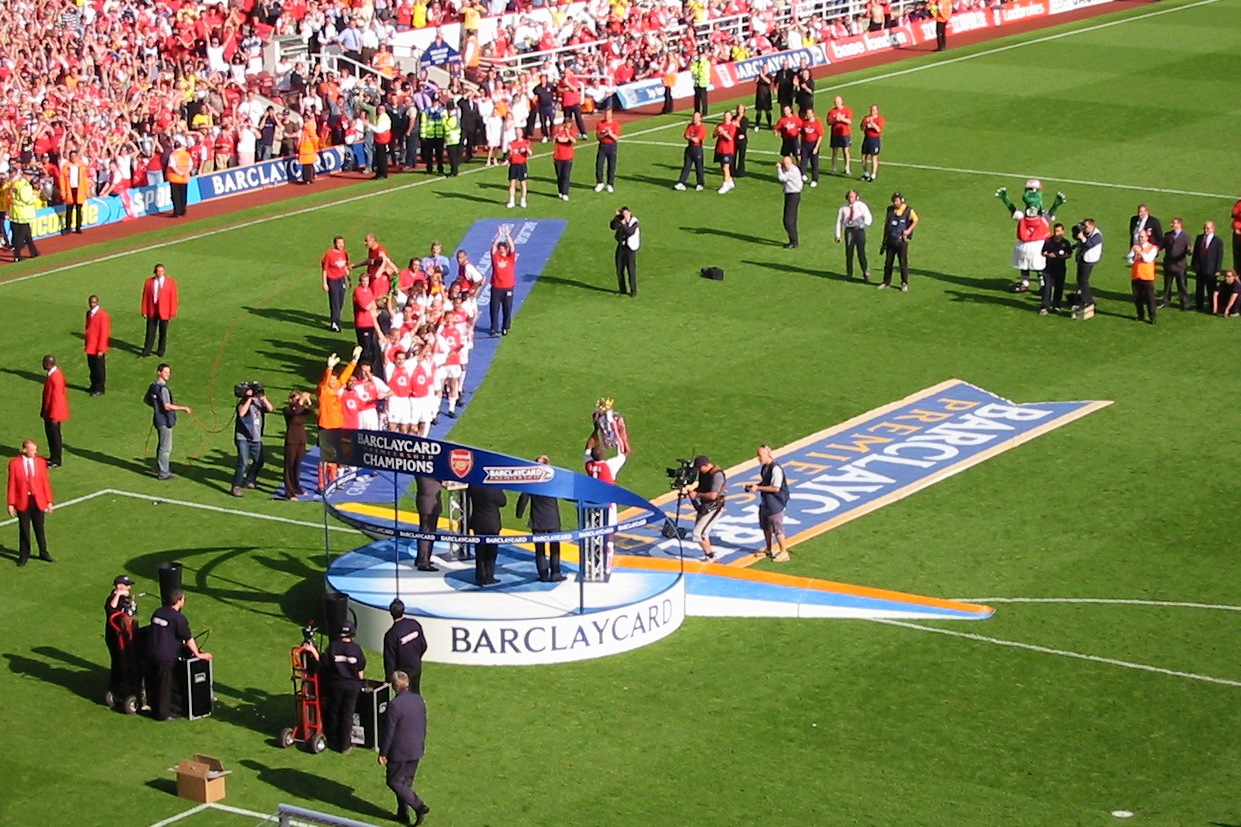
كابتن الأرسنال السابق الفرنسي باتريك فييرا يحمل كأس الدوري الإنجليزي الممتاز موسم 2003/04.

في عام 2000 تأهل الفريق لنهائي اليوفا لكن الحظ عانده مرة أخرى فخسر البطولة بضربات الجزاء أمام غلطة سراي التركي بعد أن تأهل للمباراة النهائية. وفي عام 2004 استطاع أرسنال أن يحقق لقب الدوري الإنجليزي دون أن يتعرض لأي هزيمة، مما منحه لقب «الفريق الذي لا يُقهر» (بالإنجليزية: The Invincibles). واستمر سجله خاليًا من الهزائم في الموسم الذي تلاه موسم 2005/2004 مسجل بذلك رقمًا قياسًا في كرة القدم الإنجليزية وصل إلى 49 مباراة دون أي هزيمة.
شهد عام 2006 نجاحا للأرسنال على المستوى الأوروبي حيث تأهل للمرة الأولى في تاريخيه إلى المباراة النهائية لدوري أبطال أوروبا التي أقيمت في العاصمة الفرنسية باريس وجمعت الأرسنال مع نادي برشلونة الإسباني وكان الأرسنال قريبا من تحقيق لقبه الأوروبي الأول بعد أن أنهى الشوط الأول بتقدمه بهدف سجله مدافعه الإنجليزي سول كامبل. لكن أحلامهم في الحصول على اللقب تبددت بعد أن تمكن النادي الإسباني من قلب النتيجة لصالحه بتسجيله هدفين في الربع الأخير من المباراة ليتوج بذلك بطل لأوروبا على حساب الآرسنال. وفي يوليو 2006، انتقل النادي إلى ملعبه الجديد ملعب الإمارات بعد 93 سنة في قضاها في معلب الهايبري. وصل أرسنال إلى نهائي كأس الرابطة الإنجليزية للمحترفين في موسم 2010–11، وخسر بنتيجة 2-1 لصالح برمنغهام سيتي، وأصبح منذ بداية شهر مارس من عام 2011، أحد الأندية الأربعة (الثلاثة الأخرى هي: مانشستر يونايتد، بلاكبيرن روفرز، وتشيلسي) التي فازت بكأس بطولة الدوري الإنجليزي، منذ تأسيسها عام 1992. لم يظفر أرسنال بأي بطولة مهمة حتى 17 مايو 2014، عندما هزم نادي هال سيتي في نهائي كأس الاتحاد الإنجليزي لكرة القدم بنتيجة 3–2 بعد أن كان متراجعاً في بداية المباراة بنتيجة 2–0، فتأهل نتيجة لذلك إلى بطولة درع المجتمع الإنجليزي لسنة 2014، حيث نافس بطل الدوري الممتاز مانشستر سيتي، وفاز عليه بنتيجة 3–0 ليحرز بطولة ثانية خلال ثلاثة أشهر فقط. وبعد حوالي تسعة شهور من الفوز بدرع المجتمع الإنجليزي، عاود أرسنال الظهور في بطولة كأس الاتحاد الإنجليزي للسنة الثانية على التوالي، ليهزم نادي أستون فيلا في النهائي بنتيجة 4–0 ويُصبح بالتالي أنجح النوادي في تاريخ هذه اليطولة، بعد أن ظفر بها 12 مرة خلال تاريخه. وبتاريخ 2 أغسطس 2015 هزم أرسنال نادي تشيلسي بنتيجة 1–0 في ملعب ومبرلي ليحتفظ بلقبه كبطل درع المجتمع، للمرة الرابعة عشر.

## المنافسات

### ديربي شمال لندن

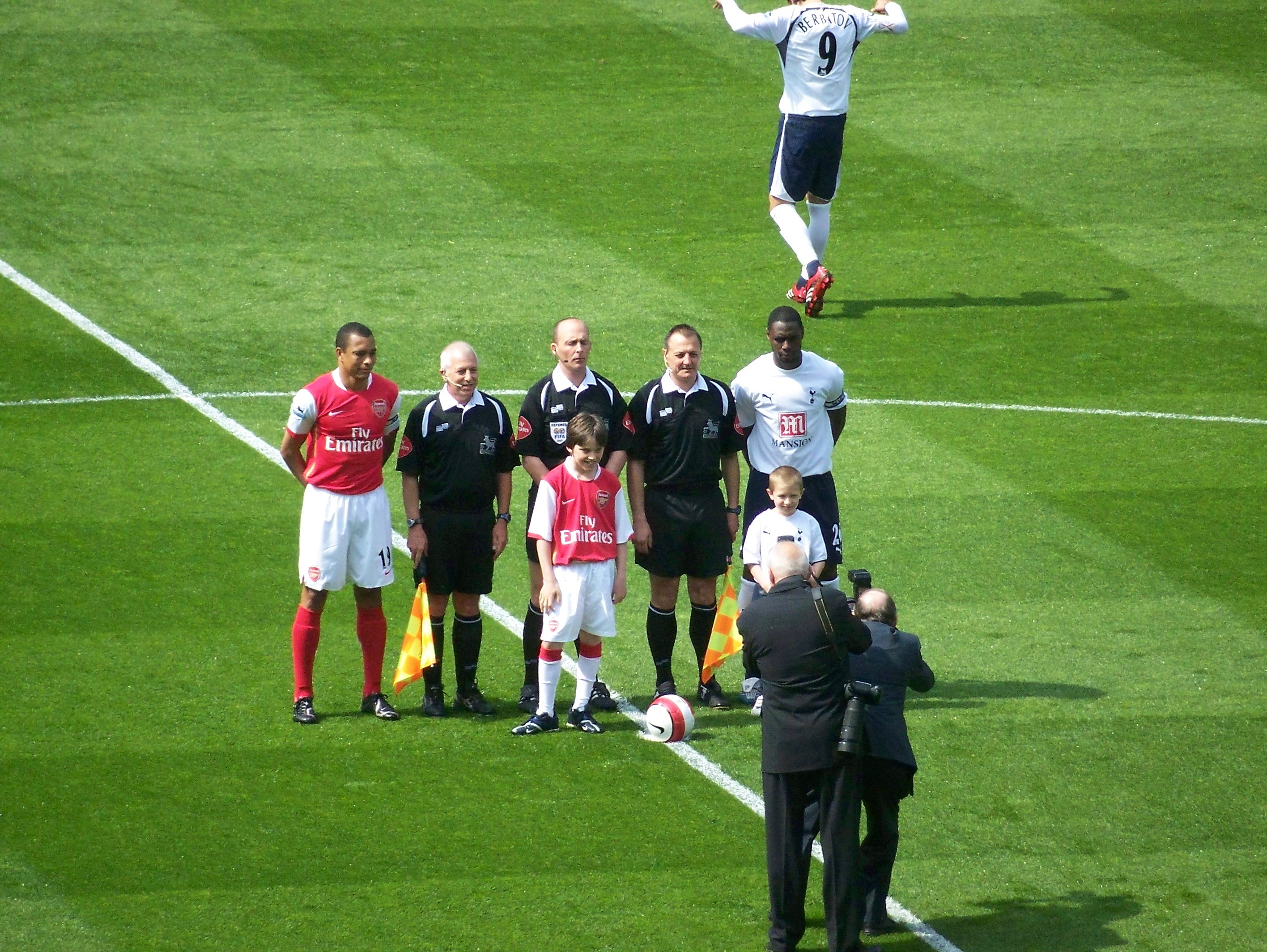
صورة من لقاء الفريقين في أبريل 2007.

ديربي شمال لندن (بالإيطالية: North London derby) أو كما يشتهر ديربي لندن هي مباراة ديربي كرة قدم تجمع بين فريقي مدينة لندن وهما نادي أرسنال ونادي توتنهام هوتسبر. وهو ديربي محلي بدأ من عام 1887 بلقاء ودي توقف قبل نهاية المباراة بسبب الظلام والنتيجة كانت 2-1 لصالح توتنهام هوتسبر. لكن في 4 ديسمبر 1909 شهد أول لقاء بينها في الدوري والذي انتهى بفوز نادي أرسنال بنتيجة 1-0. أرسنال هو الأكثر فوزا بالديربي بواقع 77 انتصاراً مقابل 58 انتصاراً لتوتنهام و49 تعادلاً. أكبر نتيجة حصلت في تاريخ الديربي كانت في عام 1935 عندما فاز نادي أرسنال بنتيجة كبيرة قوامها 6-0. يعتبر إيمانويل أديبايور هو الهداف التاريخي لهذا الديربي بتسجيله 10 أهداف؛ منها 8 أهداف بقميص نادي أرسنال وهدفين بقميص نادي توتنهام هوتسبر. آخر لقاء بينها كان في 19 ديسمبر 2018 ضمن منافسات كأس الرابطة المحترفة وانتهى بفوز توتنهام هوتسبير ينتبجة 2-0. ترجع أسباب العداوة بين الناديين إلى عام 1913 حين انتقل نادي أرسنال من ملعب مانور جراوند إلى هايبري ليصبح على بعد أقل من 4 أميال من ملعب وايت هارت لين معقل توتنهام هوتسبر. مما تسبب بغضب أنصار نادي توتنهام هوتسبر.
وفي عام 1919 ازداد حدة الصراع بين الناديين، حيث حلّ أرسنال خامسًا بين الفرق الإنجليزية المشاركة دوري الدرجة الثانية في عام 1919، حينها قرر حيث أنّ قرّر «اتحاد كرة القدم» زيادة عدد فرق الدرجة الأولى إلى 22 نادي، بعد أنْ كان عدد الفرق، هو 20 نادي فقط، قبل الحرب العالمية الأولى. وبعد الإبقاء على تشيلسي في دوري الأضواء، رغم أنّه كان صاحب المركز الـ 19 في دوري الدرجة الأولى قبل التوقّف الإجباري بـ سبب الحرب، إلا أنّ «اتحاد كرة القدم» لم يوافق على بقاء توتنهام هوتسبر صاحب المركز الأخير (الـ 20) في دوري الدرجة الأولى قبل الحرب العالمية الأولى. وبـ التالي يجب صعود ثلاثة فرق جديدة من الدرجة الثانية، حتى يصل عدد الفرق في دوري «الدرجة الأولى» إلى 22 فريق، بعد الحرب العالمية الأولى. ووقع الاختيار على بطل دوري الدرجة الثانية «قبل» الحرب، «ديربي كاونتي» وكـ ذلك وصيفه «برِستون نورث إيند» بـ شكل طبيعي. بينما جاء اختيار الفريق الثالث، مفاجئاً للجميع، حيث تمّ اختيار «آرسـنــال» صاحب المرتبة السادسة (وقتها)، بدل كل من الثالث «نادي بارنسلي» والرابع «ولفرهامبتون» والخامس (وقتها) «برمنغهام سيتي». لكن الاتحاد الإنجليزي لكرة القدم أعلن عن خطأه وأن أرسنال من المفترض أن يكون في المركز الخامس بدلاً من نادي برمنغهام سيتي. وبهذا تدارك اتحاد الكرة خطأه وقرر تصعيد نادي أرسنال الذي حل خامساً إلى دوري الأولى برفقة الأندية الأربعة في دوري الدرجة الثانية، مع تهبيط 3 فرق من دوري الدرجة الأولى، ليصبح بذلك عدد المشاركين في الدوري 22 نادياً. وقد أشيع آنذاك أن تصعيد أرسنال للدرجة الممتازة على حساب منافسه اللدود توتنهام هوتسبر، قد تم بأساليب مريبة بفضل قوة علاقات مالكه السير هنري نوريس.
لم تنتهي تلك العداوة، بل استمرت بعدما قرر نادي أرسنال تغيير شعاره الخاص، حيث قام بتغيير اتجاه المدفع في الشعار من الجهة اليسرى إلى الجهة اليمنى، حيث أن ملعب وايت هارت لين الخاص بنادي توتنهام هوتسبر يقع على يمين مقر الأرسنال أي باتجاه المدفع. تلك العداوة أشعلتها كذلك عملية انتقال بعض اللاعبين بين الفريقين. فمثلاً سول كامبل انتقل في 2001 من توتنهام هوتسبر إلى نادي آرسنال. حيث أطلقوا عليه لقب يهوذا الإسخريوطي.
أخر تحديث بتاريخ 15 يناير 2025، وهو تاريخ أخر ديربي جمعهما في إطار مسابقة الدوري الإنجليزي الممتاز 2024–25، وانتهى اللقاء بفوز أرسنال بنتيجة 2-1.
|                          | المواجهات | الفوز   | الفوز  | التعادل | الأهداف | الأهداف |
| أرسنال                   | المواجهات | توتنهام | أرسنال | التعادل | توتنهام |         |
| ------------------------ | --------- | ------- | ------ | ------- | ------- | ------- |
| الدوري الإنجليزي الممتاز | 176       | 73      | 55     | 48      | 273     | 237     |
| كأس الاتحاد الإنجليزي    | 6         | 4       | 2      | 0       | 9       | 5       |
| كأس الرابطة المحترفة     | 14        | 7       | 4      | 3       | 21      | 19      |
| درع المجتمع الإنجليزي    | 1         | 0       | 0      | 1       | 0       | 0       |
| جميع المباريات           | 197       | 84      | 61     | 52      | 303     | 261     |

## الشعار
أول شعار استُخدم في عام 1888 عندما كان يعرف النادي باسم «أرسنال الملكي» (بالإنجليزية: Royal Arsenal)، وكان الشعار في البداية مكون من ثلاث أعمدة والتي تبدوا كأعمدة رخامية لكنها في الحقيقة مدافع. وأصل المدافع في شعار المقاطعة يعود إلى التاريخ العسكري والحربي لها. فالمدافع كانت ترمز إلى التأثير الذي تركته عسكرية المقاطعة على النادي وشعاره، وبالرغم من أن النادي قد انتقل من المقاطعة إلى لندن إلا أن المدافع قد تركت بصمتها على شعاره. وكان شعار النادي في البداية بسيط لا يعكس مدى التطور الذي طرأ على النادي في الآونة الأخيرة، حيث كان الشعار القديم لا يظهر إلا على الأوراق الرسمية وعند المباريات المهمة فقط يظهر على قمصان اللاعبين.
وكلمة أرسنال مأخوذة من كلمة عربية وهي «دار الصناعة» حيث كان يسمى المكان الذي يصنع به الأسلحة في العصر الذهبي للإسلام بدار الصناعة وتغيرت الكلمة إلى أن تحولت إلى كلمة «آرسنال» وهي تعني بالإنجليزية مستودع الأسلحة أو مكان تصنيع السلاح. عقب انتقال النادي إلى ملعب الهايبري في عام 1913، كان الكثيرون يتوقعوا أن لا يحتفظ بشعاره القديم، نظراً لفك ارتباطه بالمنطقة التي نشأ بها، حيث تغير اسم النادي إلى أرسنال فقط.

أول شعار لأرسنال استخدم عام 1888.
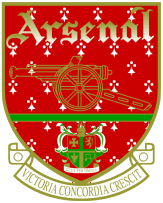
شعار أرسنال من سنة 1949 حتى سنة 2002.
الشعار الحالي ظهر عام 2002.

أدت الحرب الكبرى إلى توقف الدوري الإنجليزي لأربع مواسم، وعاد الموسم الكروي للانطلاق في موسم 1919-20، لكن البداية كانت صعبة للأندية حيث استغرق الأمر بعض الوقت حتى تعود الأمور إلى طبيعتها، وفي موسم 1922-23 عندما واجه أرسنال فريق بورنلي، أظهر النادي شعاره الجديد. حيث تغير الشعار من ثلاثة مدافع موضوعة بشكل عمودي إلى مدفع واحد موجه إلى جهة الشرق، وكان مكتوب على الشعار عبارة "The Gunners" وتعني «المدفعجية»، لكن هذا الشعار استمر فقط لثلاثة مواسم حيث تم تغييره في موسم 1925-26 إلى الشعار الجديد والذي كان عبارة عن مدفع موجه إلى الغرب مع عبارة "The Gunners" التاريخية إلى جوار المدفع. ويعتقد البعض أن سبب ذلك هو العداوة بين ناديا أرسنال وتوتنهام حيث أن ملعب نادي توتنهام يقع غرب ملعب نادي آرسنال. واستمر الشعار لسبعة عشر موسماً متتابعاً، دون تغيير ما عدا بعض الأشياء الطفيفة.

شعار الآرت ديكو كما ظهر في نهائي كأس الاتحاد الإنجليزي لعام 1952.

شارة قمصان اللاعبين كما ظهرت في نهائي كأس الاتحاد الإنجليزي لعام 1930.

وبقي الأمر هكذا حتى موسم 1949-50 عندما ظهر الشعار الجديد محتوياً على العبارة اللاتينية "Victoria Concordia Crescit" وتعني «الانتصار ينمو من الألفة»، بعد تصريح أطلقه هاري هومر منسق الدوري العام في عام 1947-48 والتي حقق أرسنال لقب الدوري فيها. كان هذا الشعار أوّل شعار ملوّن للنادي، وقد بقي كما هو لمدة 53 عاماً دون تغيير، لكن إدارة النادي لم تتمكن من حيازة حقوق نشره وتأليفه بسبب تنقيحه عدّة مرات، غير أنها تمكنت من تسجيله كعلامة تجارية خاصة بها، بعد أن خاضت معركة قانونية طويلة مع أحد التجار المحليين، الذي كان يبيع بضائع متعلقة بأرسنال بشكل «غير رسمي».
وفي عام 2002 ظهر شعار جديد، وقد خلت منه العبارة اللاتينية حيث أن النادي لم يحصل على حقوق نشر تلك العبارة، ولأنه لا يوجد من يملك حقوقها. وأيضًا كان أحد أسباب تغيير الشعار هو المكانة الجديدة التي تنتظر أرسنال في المستقبل على الصعيد المحلي والأوروبي. يبدو المدفع في الشعار الجديد وهو يواجه الشرق مجددًا، واستبدل اللون الأخضر فيه بالأزرق الداكن. انتقد بعض المعجبين هذا الشعار، ومنهم «أنصار أرسنال المستقلون» الذين قالوا أن النادي تجاهل كثيرًا من تاريخه وتقاليده عندما استخدم هذا التصميم الجذري المعاصر، وأن المعجبين لم تتم استشارتهم كما كان ينبغي ليعبروا عن رأيهم في هذه المسألة. كان اللاعبون يضعون شارةً على قمصانهم أثناء لعب المباريات المهمة، مثل نهائي كأس الاتحاد الإنجليزي، وفي العادة كانت هذه الشارة حمراء اللون تتخذ شكل حرف متشابك من الأحرف الأولى لاسم النادي، وتقع على خلفية بيضاء، وقد استمروا على هذا التقليد حتى عقد الستينيات من القرن العشرين.
تمّ تطوير شكل الشارة بواسطة نمط الآرت ديكو، فأصبح حرفا «A» و«C» يحيطان بكرة عوض الحرف «F»، ويقبع هذا التصميم بكامله داخل شكل سداسي. استُخدم هذا الشعار، الذي ابتكره هيربرت تشابمان خلال عقد الثلاثينيات، كتصميم تجميلي لإضافة شيء من الرونق على ملعب هايبري، فرُسم فوق المدخل الرئيسي ورُصّعت الأرضيات فيه، وبداية من عام 1967، أخذ مدفع أبيض يظهر على قمصان اللاعبين بشكل مستمر، إلى أن استبدل خلال عقد التسعينيات بشعار النادي، وعبارة "The Gunners" في بعض الأحيان.

## الزي

### الألوان
كان الزي الأساسي لفريق أرسنال خلال معظم تاريخ النادي عبارة عن قميص أحمر ذو أكمام وسراويل قصيرة بيضاء. أما اللون الأحمر فقد ارتداه اللاعبون كعلامة لشكر نادي نوتنغهام فورست على المنحة التي قدمها لأرسنال في بداية عهده، فقد كان كل من فريد بيردسلي وموريس باتس، أحد مؤسسي النادي، لاعبان سابقان في فوريست، وعندما أسسا أول فريق في المنطقة، لم يعثرا على أي عدّة لعب يمكن استخدامها، فكتبا إلى فريقهما الأم يطلبان الحصول على عدّة كاملة وكرة، فحصلا على عدد من القمصان الحمراء الداكنة، وأضافوا إليها سراويل قصيرة بيضاء وجرابات زرقاء.

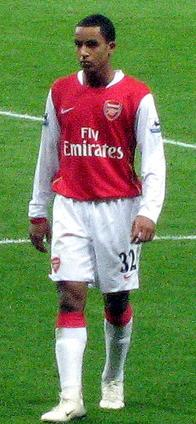
ثيو والكوت في سترة أرسنال الحمراء التقليدية ذات الأكمام البيضاء، ويظهر عليها شعار شركة نايكي، وطيران الإمارات، الراعي الرسمي.

رغب هيربيرت تشابمان في عام 1933 أن يظهر لاعبوا الفريق بمظهر أكثر تميزًا، فقام بتطوير الزي، حيث أضاف إليه أكمامًا بيضاء، وجعل لونه أحمرًا باهتًا كلون صناديق البريد. يُقال بأن تشابمان قرر إضافة الأكمام البيضاء إلى الزي السابق بعد أن لاحظ أحد المشجعين يرتدي سترة حمراء عديمة الأكمام فوق قميص أبيض، وفي قصة أخرى فقد استوحى هذا التصميم من زي مماثل ارتداه الرسّام الهزلي طوم وبستر، الذي كان يمارس مع تشابمان لعبة الغولف. استحال الزي الأحمر والأبيض، بغض النظر على أصله، رمزًا لفريق آرسنال، الذي استمر يرتدي هذه الألوان منذ ذلك الحين دون انقطاع، عدا في موسمين: الأول هو موسم 1966–67 عندما ارتدى لاعبوا الفريق قمصانًا حمراء بالكامل؛ استغنوا عنها في الموسم التالي بعد أن ظهر تفضيل المشجعين للنمط الأول، أما المرة الثانية فكانت في موسم 2005–06، وهو الموسم الأخير الذ لعب فيه أرسنال في ملعب هايبري، عندما ارتدى اللاعبون قمصانًا حمراء شبيهة بتلك الأصلية من الموسم الأول في عام 1913، ثم عادوا إلى ألوانهم الطبيعية مع بداية الموسم التالي. استبدل النادي قمصان اللاعبين بيضاء الأكمام التقليدية، بقمصان حمراء الأكمام ذات شريط أبيض عريض، وذلك في موسم 2008–09.
كانت ألوان أرسنال مصدر إلهام لثلاث فرق كرة قدم أخرى على الأقل، ففي عام 1909 اقتبس فريق إسبارطة براغ القمصان الحمراء الداكنة وأصبحت الزي الرسمي للاعبيه، وفي سنة 1938 أخذ فريق هايبرنيان تصميم أكمام قمصان لاعبي أرسنال البيضاء وأضافها إلى قمصان لاعبيه الخضراء، وفي سنة 1920 عاد مدرّب فريق سبورتينغ براغا من مباراة في ملعب هايبري، وقام بتغيير طقم لعب فريقه الأخضر ليُصبح مشابهًا لطقم آرسنال، ومن المُلاحظ أن هذه الفرق ما زال لاعبوها يرتدون هذه الألوان حتى اليوم.

### صانعو الزي والرعاة
| الفترة    | مقدم القميص | الرعاة           |
| --------- | ----------- | ---------------- |
| 1930-1970 | بوكتا       | لا يوجد          |
| 1971-1980 | أمبرو       | لا يوجد          |
| 1981-1986 | أمبرو       | جيه في سي        |
| 1986-1994 | أديداس      | جيه في سي        |
| 1994-1999 | نايكي       | جيه في سي        |
| 1999-2002 | نايكي       | دريم كاست / سيجا |
| 2002-2006 | نايكي       | أو تو            |
| 2006-2014 | نايكي       | طيران الإمارات   |
| 2014-2019 | بوما        | طيران الإمارات   |
| 2019-الآن | أديداس      | طيران الإمارات   |

كان طقم أرسنال الاحتياطي عبارة عن قمصان بيضاء، وسراويل قصيرة بيضاء أو سوداء، وقد استمر اللاعبون يرتدون هذه الألوان لفترة طويلة من الزمن، امتدت حتى موسم 1969–70، عندما استعاضوا عنها باللونين الأصفر والأزرق. وفي موسم 1982–83 ارتدى اللاعبون طقمًا أخضرًا وكحليًا، ومنذ بداية عقد التسعينيات من القرن العشرين، أي منذ بروز ظاهرة صناعة الملابس الرياضية المتطابقة مع ملابس اللاعبين، أخذ النادي يُبدل ألوان طقمه الاحتياطي في كل مرة. تراوحت الألوان خلال هذه الفترة من الأزرق مزدوج الدرجة، إلى عدّة أنماط من الأزرق والأصفر التقليدي، مثل النمط الذهبي والكحلي المخطط، الذي استخدم في موسم 2001–02، والنمط الأصفر والرمادي القاتم الذي استخدم من سنة 2005 حتى سنة 2007. أخذ النادي يُغيّر طقم الملابس الاحتياطي في كل موسم منذ بداية سنة 2009، ووُضع نظام جديد مفاده أن الطقم الاحتياطي يُصبح الطقم الثالث للفريق، بحال تم استبدال الطقم الأساسي بطقم جديد في نفس السنة.
صُنعت قمصان أرسنال في عدد من المصانع البارزة منذ نشأة الفريق وحتى اليوم، ومنها: «بوكتا» (منذ ثلاثينيات القرن العشرين وحتى السبعينيات منه)، «أومبرو» (منذ السبعينيات حتى سنة 1986)، أديداس (1986–1994)، ونايكي (منذ سنة 1994). يظهر على قمصان لاعبي آرسنال، كما في حالة قمصان لاعبي معظم فرق كرة القدم الشهيرة، شعار الراعي الرسمي، وهذه العادة أصبحت متوارثة منذ ثمانينيات القرن العشرين؛ ومن الرعاة الرسميين لهذا النادي: جيه في سي (1982–1999)، سيجا (1999–2002)، O2 (2002–2006)، وطيران الإمارات (منذ سنة 2006).

## الملاعب
كان لاعبو أرسنال يمارسون تمرينهم ويؤدون مبارياتهم في ملعب «مانور غرواند» الواقع في مقاطعة بلمستيد بجنوب لندن، وذلك عندما كان النادي لا يزال حديث النشأة، وقد أمضوا أيضًا ثلاث سنوات (من سنة 1890 حتى سنة 1893) في ملعب «إنفيكتا غراوند» المجاور، قبل أن يعودوا لملعبهم الأصلي، الذي كان في بادئ الأمر عبارة عن حقل عشبي فحسب، حتى تمّ بناء مدرجات وشرفات قادرة على استيعاب الجماهير المتوقع حضورها في أول مباراة للفريق في الدوري، وذلك في شهر سبتمبر من عام 1893. استمر ذلك الملعب الأرض الأم للنادي طيلة 20 سنة، وقد لعبوا عليه كافة مبارياتهم لتلك الفترة (عدا مرتان في موسم 1894–95)، إلى أن انتقلوا إلى شمال لندن سنة 1913.

### ملعب هايبري

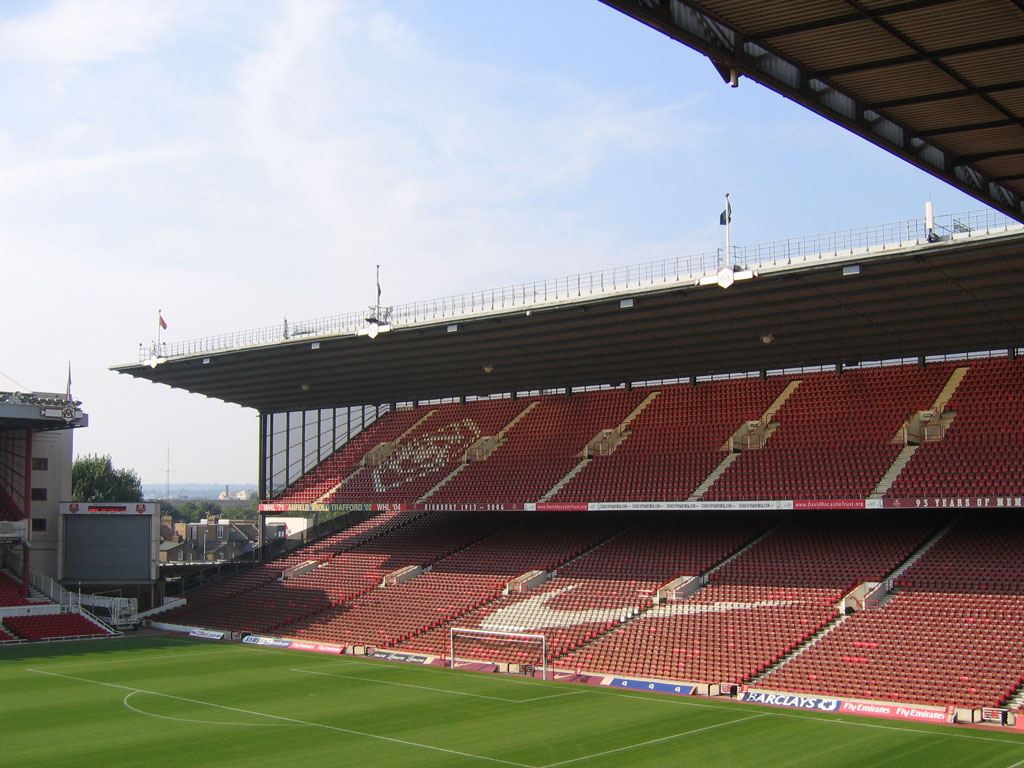
منصة الجلوس الشمالية في ملعب هايبري.

اتخذ النادي من ملعب هايبري أرضًا له بدءًا من عام 1913، واستمروا على هذا حتى شهر مايو من عام 2006، فعُرف الملعب بملعب آرسنال، نظرًا لاستخدامه من قبل نفس الفريق لمدة طويلة جدًا. صُمم الملعب الأصلي وتم تجديده على يد المهندس المعماري أرتشيبالد ليتش، الذي جعله مشابهًا لجميع ملاعب كرة القدم في المملكة المتحدة بتلك الفترة، فكان فيه منصة واحدة مغطاة وثلاثة شرفات مفتوحة. أعيد تصميم الملعب بشكل كبير خلال عقد الثلاثينيات من القرن العشرين، فتم بناء منصتين جديدتين في غربه وشرقه، على نمط الآرت ديكو، وافتتحتا في عاميّ 1932 و1936 على التوالي، كما أضيف سقف إلى منصة الجلوس الشمالية، التي قُصفت خلال الحرب العالمية الثانية، ولم يُعاد بناؤها حتى عام 1954.
كان سعة الملعب سالف الذكر تصل إلى 60,000 متفرّج في أقصى الحالات، أما سعته الطبيعية فاستمرت تصل إلى 57,000 متفرّج حتى أوائل عقد التسعينيات من القرن العشرين. اضطر النادي إلى تحويل الملعب إلى ملعب كامل المقاعد، أي ملء جميع الشرفات الفارغة حيث يقف الحضور بعدد ملائم من الكراسي، بحلول موسم 1993–94، وذلك بعد أن أجبرت قوانين تقرير تايلور والدوري الإنجليزي الممتاز حديثة الصدور، جميع النوادي على الالتزام بمعيار معين لتنظيم الملاعب، وبناءً على هذا، زادت سعة الملعب حتى وصلت إلى 38,419 مشاهد، لكنها كان تُخفّض عمدًا خلال مباريات دوري أبطال أوروبا، كي يُفسح المجال لوضع اللوحات الإعلانية، لذلك لعب أرسنال معظم مبارياته في دوري أبطال أوروبا على امتداد موسمين، من سنة 1998 إلى سنة 2000، في ملعب ويمبلي، الذي تصل سعته إلى أكثر من 70,000 متفرّج.

### ملعب الإمارات

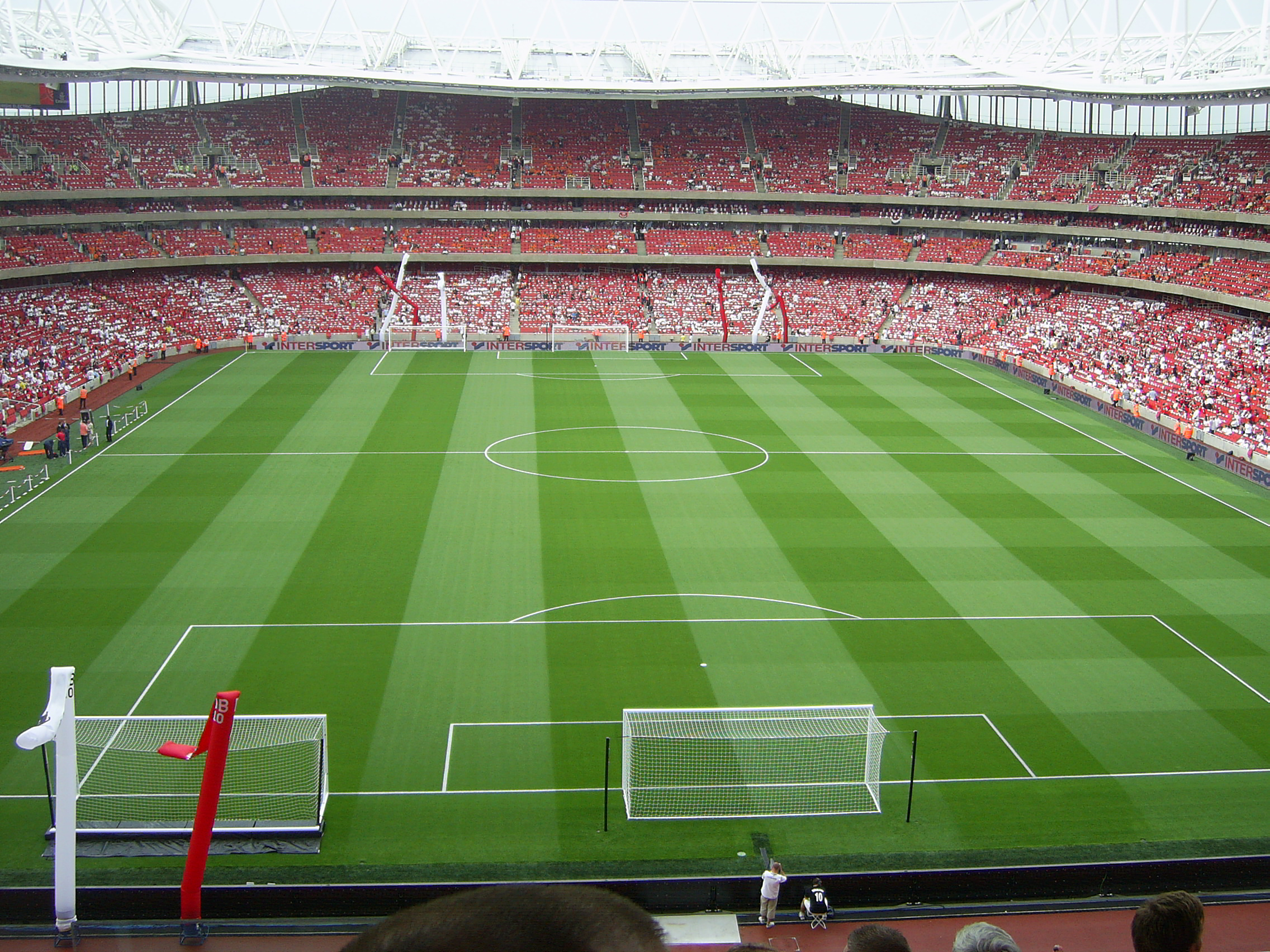
ملعب الإمارات وقد غص بالجماهير، يوم اعتزال دنيس بيركامب.

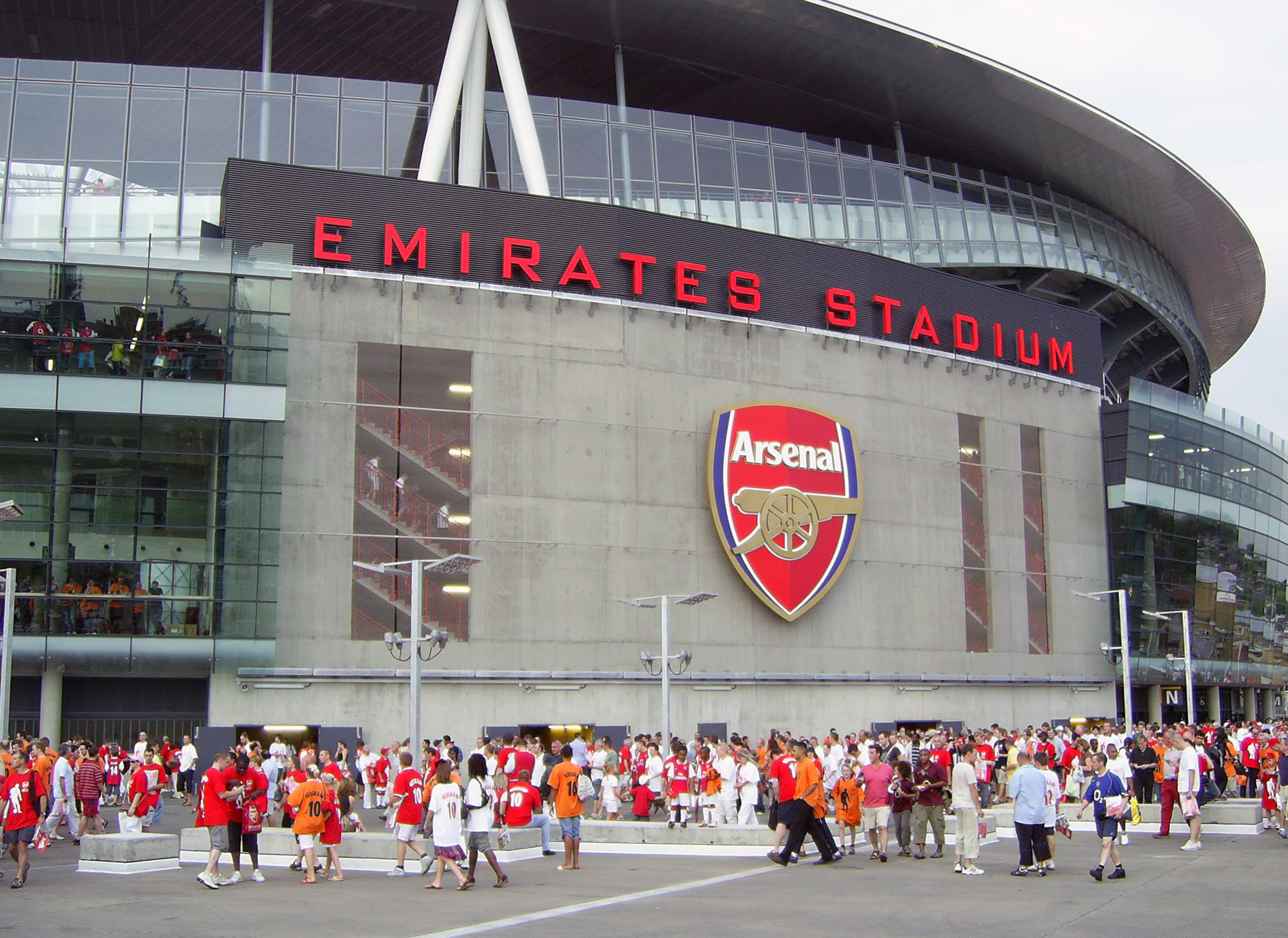
ملعب الإمارات المقر الحالي لنادي آرسنال.

كان مشروع توسعة ملعب هايبري من المشاريع صعبة التنفيذ، نظرًا لأن المدرّج الشرقي منه أُدرج ضمن قائمة المباني التاريخية من المرتبة الثانية في لندن، وهي تلك المباني القديمة التي يُحظر هدمها أو إجراء أي تعديل عليها، نظرًا لأهميتها التاريخية ولاستخدامها المستمر من قبل الناس، أما المدرجات الثلاثة الباقية، فتقع على مقربة من مبان ومساكن، وهدمها قد يُعرض حياة السكان أو ممتلكاتهم للخطر. أدّت هذه المحظورات إلى تقليل نسبة الربح الذي تعود به مباراة واحدة في النهار على النادي، وذلك طيلة عقد التسعينيات والعقد الأول من القرن الحادي والعشرين، أي خلال الفترة التي شهدت ازدهارًا لكرة القدم وانتشارًا واسعًا لشعبيتها، وتوافدًا قل مثيله على الملاعب لمتابعة المباريات. وبعد أن طرح المسؤولون عدّة حلول، استقر الرأي في سنة 2000 على بناء ملعب جديد تصل سعته إلى 60,355 متفرّج، في أشبرتون جروف، شمال لندن، على بعد 500 متر شمال غرب ملعب هايبري. بلغت كلفة المشروع 390 مليون جنيه استرليني، وانتهى العمل على بناء الملعب الجديد في سنة 2006، على الرغم من تأخر تنفيذه في البداية بسبب الروتين الحكومي وارتفاع التكاليف، وافتتح في شهر يوليو من نفس العام، في يوم اعتزال لاعب أرسنال السابق الهولندي دنيس بيركامب، ومع بداية موسم 2006–07. عُرف الملعب عند افتتاحه باسم أشبرتون جروف قبل أن يتم الإعلان عن توقيع صفقة لشراء حقوق اسم الملعب مع طيران الإمارات في عام 2004، وقد بلغت قيمة هذه الصفقة 100 مليون جنيه استرليني، وهي الأكبر في تاريخ كرة القدم الإنجليزية، فأصبح يُعرف باسم «ملعب الإمارات». استمر بعض المشجعين يُطلقون على الملعب تسمية «أشبرتون جروف»، بما أنهم لم يوافقوا على رعاية أي شركة لأسماء الملاعب. أصبحت منصات النادي تُعرف، منذ بداية موسم 2010–11، بأسماء رسمية مميزة، وهي: الضفة الشمالية، المنصة الشرقية، المنصة الغربية، وطرف الساعة.
يمارس لاعبو أرسنال تدريباتهم في مركز شينلي للتدريب الواقع في هيرفوردشير، وهو مركز مخصص للتدريب فقط، افتتح في سنة 1999، أما قبل ذلك التاريخ فكان النادي يستخدم بعض المراكز القريبة من أرضه، والمملوكة من قبل اتحاد الطلاب في جامعة كلية لندن، لممارسة تمارينهم، كما كان أعضاء الفريق يتدربون في ملعب هايبري قبل سنة 1961. تلعب فرق أرسنال للناشئين تحت 18 سنة جميع مبارياتها في ملعب شينلي، بينما تلعب فرق الاحتياط مبارياتها في استاد أندرهيل، وهو أرض فريق بارنت.

## المشجعون

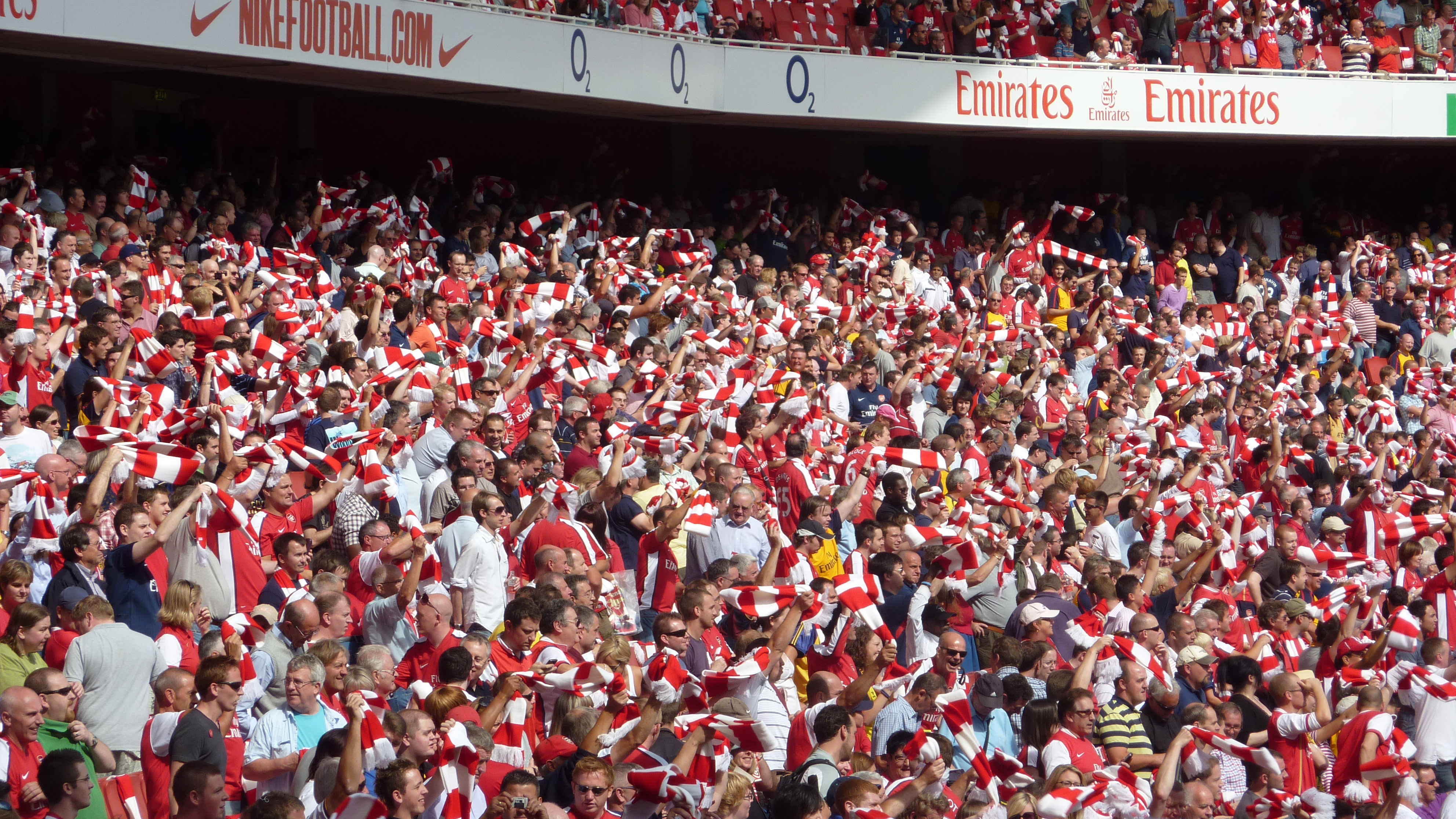
مشجعي آرسنال.

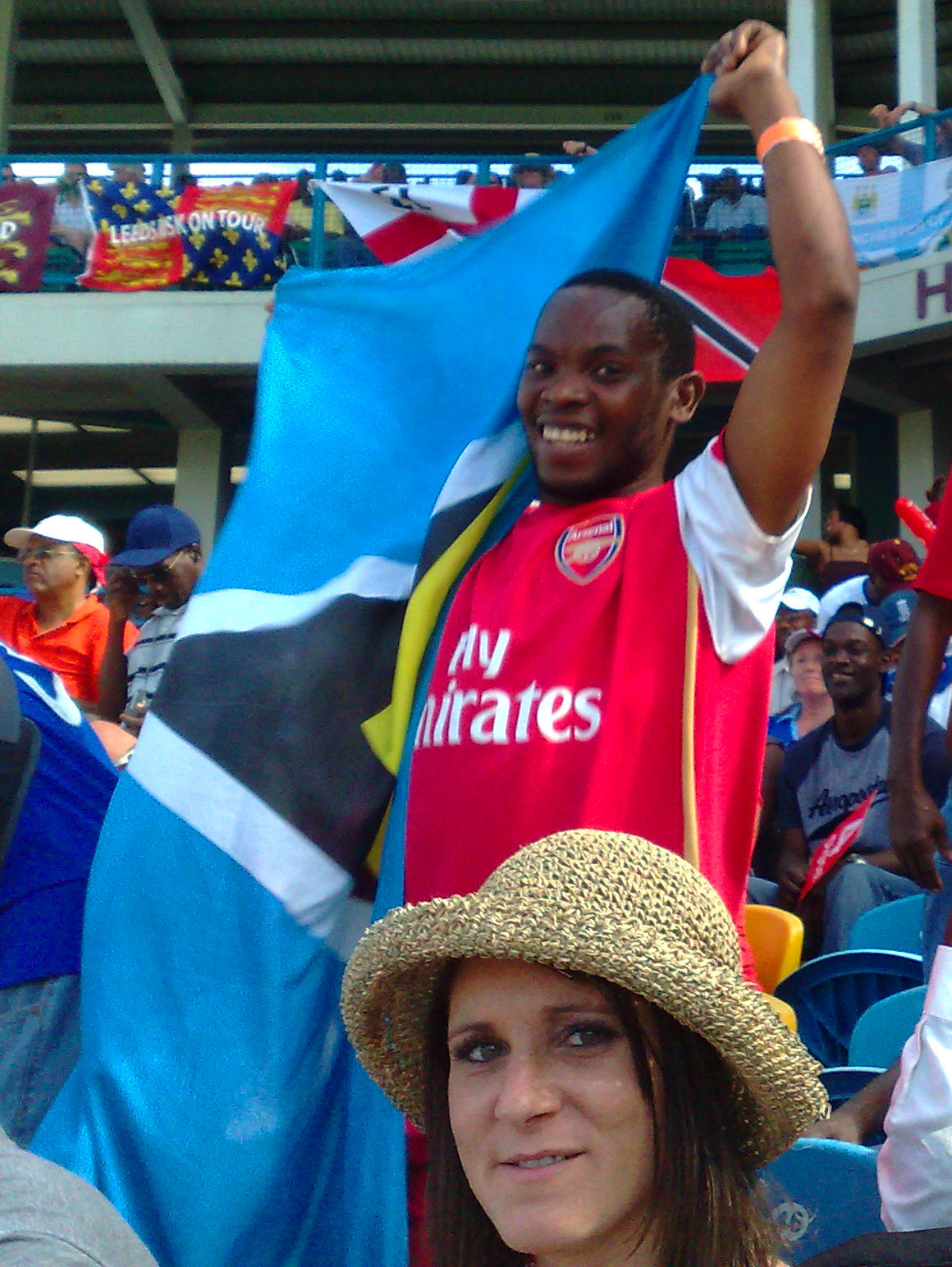
مشجع أجنبي يحمل علم سانت لوسيا، إحدى جزر البحر الكاريبي، مما يدل على مدى توسّع شعبية النادي خارج بريطانيا.

غالبًا ما يرمز مشجعو أرسنال إلى أنفسهم باسم "Gooners"، وهو اسم مشتق من لقب الفريق "The Gunners". تُعد قاعدة جماهير أرسنال من أكبر قواعد جماهير كرة القدم على الإطلاق، ومن أكثرها إخلاصًا لفريقها، وفي العادة فإن تذاكر كل المباريات المحلية تنفد على الدوام عندما يتم الإعلان عن أي منها؛ وقد حاز أرسنال في موسم 2007–08 على المرتبة الثانية بين النوادي الإنجليزية التي تحصد أكبر نسبة حضور في أرضها (60,070 مشاهد، أي ما نسبته 99.5% من المساحة المتاحة)، واعتبر منذ بداية عام 2006 رابع أكثر نادي من حيث معدّل الحضور. جعل موقع النادي، الذي يصل بين المناطق السكنيّة الراقية مثل كانونبري وبرانسبيري، والمناطق المختلطة مثل إيسلنغتون وهولوواي وهايبري، والمناطق الشعبية مثل فنزبيري بارك وستوك نيونغتون، جعل القاعدة الجماهيرية للنادي قاعدةً منوعة تتشكل من كافة أطياف المجتمع وطبقاته. بالإضافة إلى ذلك، أفاد تقرير من سنة 2002 أن لأرسنال أكبر نسبة مشجعين من غير البيض القوقازيين (7.7%) بين جميع نوادي كرة القدم الإنجليزية.
كما في حالة جميع نوادي كرة القدم الإنجليزية، فإن لأرسنال عدد من نوادي المشجعين، بما فيها نادي أنصار فريق أرسنال لكرة القدم، الذي يعمل بشكل وثيق مع النادي الأم، وجمعية مشجعي أرسنال المستقلين، التي تعمل بشكل أكثر استقلالاً عن النادي. يقوم بعض مشجعي الفريق أيضًا بإصدار بعض المجلات الخاصة بأخبار النادي ونشاطاته وآخر المستجدات الطارئة عليه، مثل: The Gooner، Highbury High، Gunflash، وUp The Arse!. يقوم المشجعين بإنشاد بعض الأناشيد الخاصة بهذا النادي، إلى جانب أناشيد كرة القدم الإنجليزية التقليدية، مثل: One-Nil to the Arsenal بمعنى «واحد صفر لصالح الآرسنال»، وBoring, Boring Arsenal، بمعنى «أرسنال المضجر، المضجر»، وقد كان مشجعي الفرق الخصمة غالبًا ما ينشدون هذا النشيد الأخير في المباريات التي تجمع فريقهم وآرسنال، لكنها اليوم تُنشد من قبل مشجعي أرسنال أيضًا للسخرية من أنصار الفريق الخصم، عندما يؤدي الفريق أداءً جيدًا.
حصد أرسنال إعجاب الجماهير خارج لندن منذ إنشاءه، وبعد شيوع القنوات التلفازية الفضائية، أصبح لكل فريق عدد من المعجبين غير المحليين، وبناءً على هذا، اكتسب أرسنال شعبية واسعة داخل حدود المملكة المتحدة في مختلف المناطق خارج لندن، وحول العالم كذلك الأمر؛ وفي عام 2007، تبين أن هناك 24 نادي معجبين بريطاني و37 نادي إيرلندي، و49 ناد حول العالم، تنسب نفسها إلى آرسنال، كما كانت إحدى الإحصائيات التي نشرها تقرير من مجلة «غرناطة فنتشرز» عام 2005 تشير إلى أن عدد مشجعي أرسنال حول العالم يُقدّر بحوالي 27 مليون شخص.
أقدم منافسات لأرسنال وأطولها عمرًا، هي تلك التي خاضها ويخوضها مع النوادي الكبرى المجاورة، مثل توتنهام هوتسبر، التي يُرمز إلى مبارياته مع أرسنال باسم «دربيات شمال لندن»، وتشيلسي، فولهام، ووست هام يونايتد. بالإضافة إلى ذلك، نمت المنافسة بين أرسنال ومانشستر يونايتد، منذ أواخر ثمانينيات القرن العشرين، حتى أصبحت إحدى أشرس المنافسات الكروية، مع تقدم كلا الفريقين للفوز بلقب الدوري الممتاز عدّة مرات، وقد أظهر استطلاع للرأي أجراه موقع إحصائيات مشجعو كرة القدم من عام 2003، أن مشجعي أرسنال يعتبرون مانشستر يونايتد أكبر منافس لفريقهم، يليه توتنهام، ثم تشيلسي. وفي عام 2008 أجري إحصاء آخر تبين فيه أن المشجعين أصبحوا يعتبرون توتنهام منافسا أشد خطرًا من مانشستر يونايتد.

## التميمة

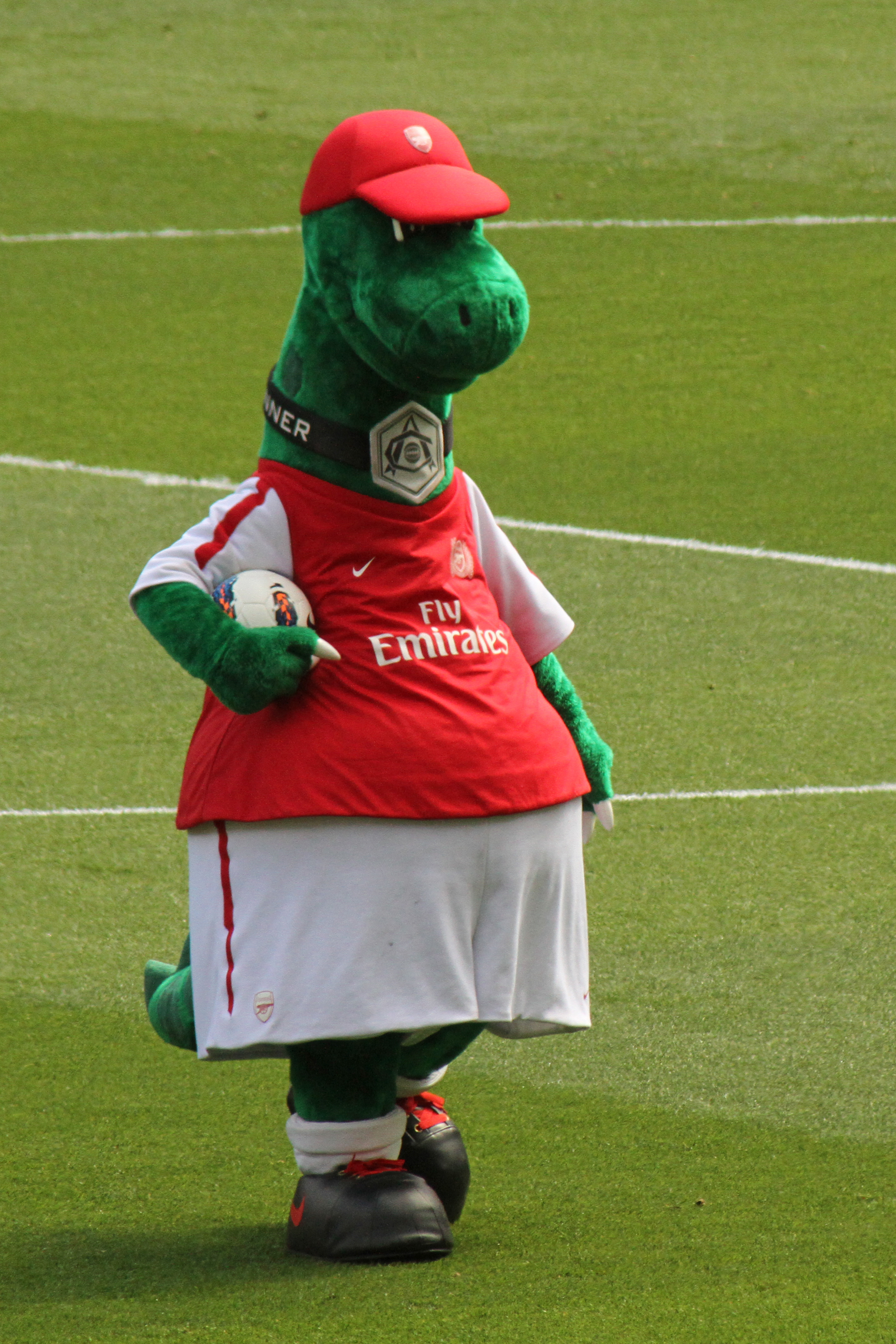
غونيراصور ريكس.

التميمة النادي هو غونيراصور ريكس، وهو ديناصور أخضر مبتسم يبلغ ارتفاعه سبعة أقدام، ظهر لأول مرة في مباراة على أرضه ضد مانشستر سيتي في أغسطس 1994 (أو 1993). وهو مبني على رسم رسمه بيتر لوفيل البالغ من العمر 11 عامًا آنذاك، والذي فاز تصميمه وفكرة أخرى مماثلة في مسابقة جونيور جانرز؛ وقصته الخلفية الرسمية هي أنه فقس من بيضة تم العثور عليها أثناء أعمال التجديد في هايباري.
كان نفس المؤدي، جيري كوي، داخل البدلة منذ البداية؛ في أوائل أكتوبر 2020، كجزء من خفض التكاليف الناجم عن جائحة كوفيد-19، جعله النادي زائدًا عن الحاجة من تلك الوظيفة ووظيفته بدوام جزئي أخرى في الاتصال بالمشجعين، إلى جانب 55 موظفًا بدوام كامل، على الرغم من أنهم قالوا لاحقًا إن غونيراصور يمكن أن يعود بعد السماح للمتفرجين بالعودة إلى الملاعب. تم البدء في جمع التبرعات عبر الإنترنت لصالح كوي،  وعرض مسعود أوزيل دفع راتبه بنفسه طالما بقي مع أرسنال. في نوفمبر 2020، قبل تخفيف لوائح كوفيد-19 للسماح للمشجعين بحضور المباريات على أرضهم اعتبارًا من 3 ديسمبر، أعلن أرسنال أن غونيراصور سيعود، ليلعبه قائمة من الأشخاص الذين يمكن أن يشملوا كوي إذا رغب في ذلك.

## الملكية والشؤون المالية
تُعدّ شركة أرسنال الأم، وهي شركة أرسنال القابضة، شركةً عموميةً محدودة، تختلف ملكيتها عن ملكية غيرها من نوادي كرة القدم، فقد أصدرت هذه الشركة 62,217 سهمًا فقط، لا يتم تداولها في سوق عامة للأوراق المالية، بل في سوق PLUS، وهي بورصة مختصة. بلغ متوسط سعر السهم الواحد في آرسنال، بحلول 31 أغسطس سنة 2010، 10,250 جنيه استرليني، الأمر الذي جعل قيمة النادي ككل في رسملة السوق حوالي 637.74 مليون جنيه استرليني. بلغت قيمة أرباح تشغيل النادي في 31 مايو سنة 2009، قبل طرح الضرائب وباستثناء ما تم صرفه على نقل اللاعبين، بلغت 62.7 مليون جنيه استرليني.
قامت مجلة فوربس خلال شهر أبريل من عام 2010، بوضع أرسنال في المرتبة الثالثة ضمن قائمة أغلى نوادي كرة القدم في العالم، بعد مانشستر يونايتد وريال مدريد، حيث قدّرت قيمته بحوالي 1.181 مليار دولار أمريكي (768 مليون جنيه استرليني)، دون احتساب ديونه. أكبر المساهمين في مجلس إدارة أرسنال هو المليونير الأمريكي محب الرياضة، إينوس ستان كروينك، الذي أطلق مزايدة على النادي في عام 2007، واشترى المزيد من الأسهم فيه حتى أصبح كامل نصيبه منها 18,594 سهمًا (29.9% من النادي)، بحلول شهر نوفمبر من عام 2009.
أطلقت شركة «الأبيض والأحمر للضمانات» (بالإنجليزية: Red & White Securities)، المملوكة من قبل الملياردير الروسي عليشر عثمانوف والرأسمالي البريطاني الإيراني «فرهاد مشيري»، أطلقت مزايدة أخرى على النادي تنافس تلك التي أطلقها كروينك، وذلك في شهر أغسطس من عام 2007، فاشتروا الحصة المملوكة سابقًا من قبل نائب رئيس النادي السابق، ديفيد دين، كما بلغ عدد الأسهم التي امتلكوها 15,555 سهمًا (25.0% من النادي) في شهر فبراير من عام 2009. وقد جعل هذا الأمر الصحافة تخمّن بأن هناك حربًا مالية بين كروينك وعثمانوف، غير أن الأول وافق ألا يشتري أكثر من 29.9% من النادي قبل حلول شهر سبتمبر من عام 2009 على الأقل، مقابل أن يكون لباقي أعضاء مجلس الإدارة حق التقدم على أي شخص آخر بالنسبة لأسهم بعضهم البعض، وذلك حتى شهر أكتوبر من عام 2012.
أشاعت الصحافة في شهر أبريل من سنة 2011 نبًأ مفاده أن ستان كروينك أصبح في «مراحل متقدمة» من المفاوضات مع آرسنال، وأنه يُحتمل أن يتملّك النادي بكامله قريبًا. وبحلول شهر سبتمبر من نفس العام، بلغت حصة كروينك في النادي 41,537 سهمًا (66.76% من النادي)، بينما بلغت حصة شركة الأبيض والأحمر للضمانات 18,204 سهمًا (29.25% من النادي)، ووفقًا لقانون النادي، فإنه يتوجب على كروينك بصفته أكبر المساهمين ومالك معظم الأسهم، أن يُقدم عرضًا لشراء ما تبقى منها.
يحتل أرسنال المرتبة السابعة على مستوى أندية كرة القدم من حيث قيمتة السوقية، إذ تبلغ قيمة النادي 1.307 مليون دولار أمريكي وفق قائمة فوربس لسنة 2015، وأظهرت قائمة ديلويت أن إيرادات النادي لموسم 2014–15 بلغت 435.5 مليون يورو في المرتبة السابعة أيضاً كأكثر أندية كرة القدم تحقيقاً للإيرادات.

## معلومات أخرى

### أرسنال للسيدات

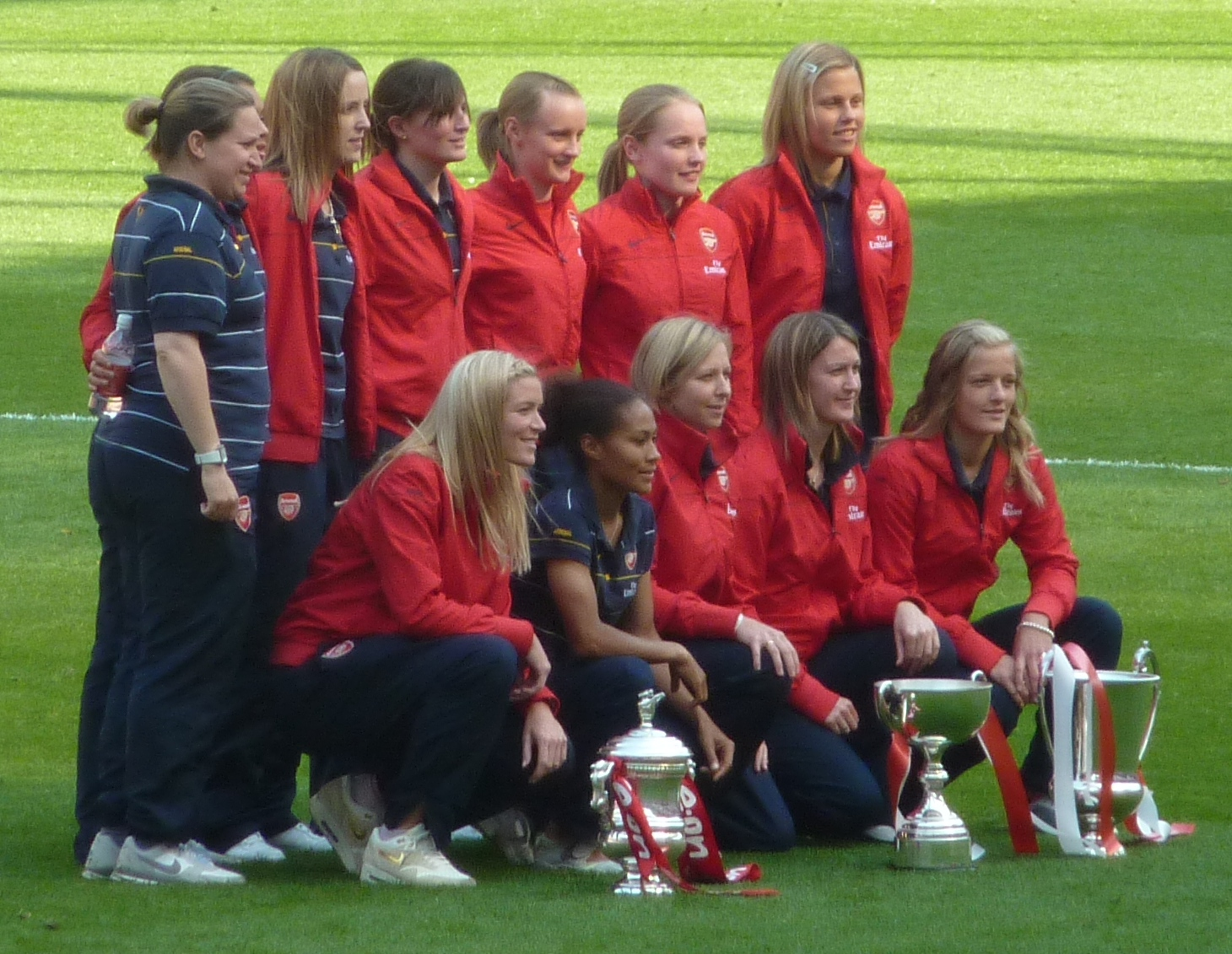
لاعبات أرسنال للسيدات في سنة 2009.

نادي أرسنال للسيدات هو نادي كرة قدم نسائي ينتسب إلى النادي الأصلي، وقد تأسس في سنة 1987، وتحوّل إلى نادٍ شبه محترف في سنة 2002، تحت قيادة وتدريب لورا هارفي. يُعتبر هذا النادي أكثر نوادي كرة القدم النسائية الإنجليزية نجاحًا، فقد فاز في موسم 2008–09 بجميع الجوائز الثلاثة الأبرز: بطل الدوري الإنجليزي الممتاز لكرة القدم النسائية، كأس الاتحاد الإنجليزي لكرة القدم النسائية، وكأس الدوري الإنجليزي الممتاز لكرة القدم النسائية، كما فاز بكأس دوري أبطال أوروبا النسائي في موسم 2006–07 ليكون بذلك الفريق الإنجليزي الوحيد الذي تمكن من تحقيق هكذا نصر. تُعدّ نوادي الرجال والنساء بمثابة كيانات منفصلة عن بعضها رسميًا، لكنها تحتفظ بروابط متينة، حيث يُسمح لنادي أرسنال للسيدات باللعب في ملعب الإمارات مرة واحدة خلال الموسم، غير أنهم غالبًا ما يلعبون مبارياتهم في أرضهم، أي بورهام وود.

### أرسنال في الثقافة العامة
ظهر أرسنال في عدد من البرامج الإعلامية الأولى، ففي 22 يناير سنة 1927، كانت مباراة النادي مع شيفيلد يونايتد أوّل مباراة كرة قدم إنجليزية تُذاع على الهواء، وبعد عقد من الزمن، أي في 16 سبتمبر سنة 1937، كانت مباراة الفريق الأصلي مع اللاعبين الاحتياطيين أوّل مباراة كرة قدم في العالم تُبث مباشرةً على التلفاز. كذلك ظهر أرسنال في الحلقات الأولى من برنامج بي بي سي «مباراة النهار» (بالإنجليزية: Match of the Day)، وكان حديث الحلقة عن مباراتهم مع ليفربول في آنفيلد بتاريخ 22 أغسطس سنة 1964. كانت تغطية شبكة BSkyB لمباراة أرسنال ومانشستر يونايتد في شهر يناير من عام 2010، أول مباراة رياضية تُبث بشكل مباشر على شاشات التلفاز ثلاثي الأبعاد.

جورج أليسون وبعض لاعبي أرسنال في لقطة من فيلم لغر ملعب آرسنال، من عام 1939.

ظهر أرسنال في معظم الأعمال الفنية البريطانية التي تصوّر كرة القدم، بوصفه أحد أشهر الفرق في البلاد، فقد شكّل خلفية إحدى أوّل الأفلام التي تتحدث عن كرة القدم، وهو «لغر ملعب آرسنال» (بالإنجليزية: The Arsenal Stadium Mystery)، من عام 1939. ويتمحور هذا الفيلم حول مباراة وديّة بين أرسنال وفريق هواة، يتسمم أحد لاعبيه أثناء المباراة، وقد ظهر معظم لاعبي الفريق بشخصيتهم الحقيقية، كما ظهر مدرّب الفريق جورج أليسون ناطقًا في أحد المشاهد. ذُكر الفريق في كتاب أوج الحمّى (بالإنجليزية: Fever Pitch) للكاتب نيك هورنبي، الذي تحدث فيه عن حياته وعلاقته بكرة القدم وبأرسنال تحديدًا، وقد نُشر هذا الكتاب في سنة 1992، وشكّل جزءًا من مرحلة إحياء وإعادة تأهيل كرة القدم في المجتمع الإنجليزي خلال عقد التسعينيات من القرن العشرين. اقتبست قصة الكتاب في فلمين سينمائيين: الأول بريطاني من عام 1997 يحمل ذات عنوان الكتاب ويُركز على فوز أرسنال باللقب في موسم 1988–89، والثاني أمريكي عبارة عن نسخة من الفيلم الأول، ويعود لسنة 2005، ويتحدث عن أحد معجبي فريق كرة القاعدة المسمّى: «جرابات بوسطن الحمراء» (بالإنجليزية: Boston Red Sox).
وُصف أرسنال بأنه فريق مدافع و«مضجر» خلال عقد السبعينيات والثمانينيات خاصةً، وقد قام عدد من الهزليين، مثل إيريك موركامب، بصياغة دعابات عديدة تتحدث عن هذا الأمر وتهزأ من الفريق. استخدمت هذه الهزليّة في فيلم من عام 1997 يحمل عنوان The Full Monty، حيث قام الممثلون الرئيسيون خلال إحدى المشاهد، بالتحرك في رتل أحادي رافعين أيديهم، وهم يقلدون مصيدة التسلل الدفاعية لآرسنال، في محاولة منهم لتنسيق رقصة العري المبتذلة خاصتهم. من الأفلام الأخرى التي تحدثت أو أشارت إلى دفاع الفريق، فيلم بلونكيت وماكلين، حيث سُميت الشخصيتان الرئيسيتان باسم «ديكسون» و«وينتربيرن» تيمنًا بظهيريّ أرسنال القديمين: لي ديكسون ونايجل وينتربيرن. ذُكر الفريق أيضًا في إحدى مقاطع البرنامج التلفازي الهزلي «هنري إنفيلد وأصدقائه» (بالإنجليزية: Harry Enfield & Chums)، حيث أدّت شخصيتا السيد «كولموندلي وورنر» و«غرايسون» دور فريق أرسنال لعام 1933، في تقليد ساخر مبالغ فيه للاعبون هواة يواجهون فريق ليفربول لعام 1991.

### النشاطات الاجتماعية
قام النادي بوضع برنامج اجتماعي في عام 1985، أطلق عليه اسم «أرسنال في المجتمع»، يقوم بمشاريع رياضية وتثقيفية وخيرية مختلفة، وهو يدعم عدد من الجهود الخيريّة بشكل مباشر. وبحلول سنة 1992 كان النادي قد أسس «الصندوق الخيري لآرسنال»، الذي جمع بحلول عام 2006 مليونيّ جنيه استرليني خصصت لدعم عدد من القضايا المحلية. وقد جُمع بعض هذا المال عن طريق مباريات خيرية نظمها الفريق.
أعلن النادي في موسم 2009–10، أنه حصد 818,897 جنيه استرليني مخصصة لإنشاء مستشفى الأطفال الخيري في شارع أورموند الكبير، أي ما يفوق المبلغ الأصلي الذي كان مبتغيًا، وهو 500,000 جنيه استرليني، وذلك بفضل الدعم الكبير للمشجعين واللاعبين وأعضاء الإدارة.

## تشكيلة الفريق

### لاعبو الفريق الأول

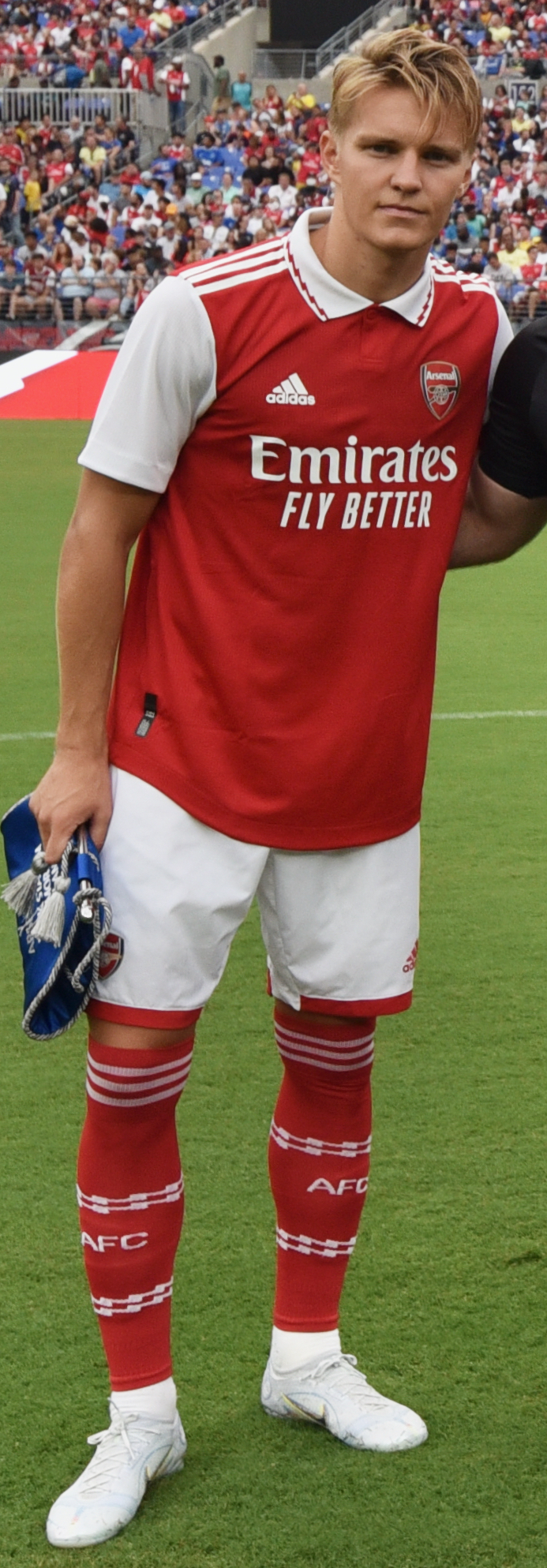
مارتين أوديغارد قائد الفريق

آخر تحديث بتاريخ 31 يناير 2025.
ملاحظة: تشير الأعلام إلى المنتخب بحسب قواعد الأهلية المعتمدة من قبل الفيفا؛ تنطبق بعض الاستثناءات المحدودة. وقد يحمل اللاعبون أكثر من جنسية لا تعترف بها الفيفا.
| الرقم | البلد    | المركز | اللاعب            |
| ----- | -------- | ------ | ----------------- |
| 2     | فرنسا    | مدافع  | وليم صليبا        |
| 3     | إسكتلندا | مدافع  | كيران تيرني       |
| 4     | إنجلترا  | مدافع  | بن وايت           |
| 5     | غانا     | وسط    | توماس بارتي       |
| 6     | البرازيل | مدافع  | غابرييل           |
| 7     | إنجلترا  | وسط    | بوكايو ساكا       |
| 8     | النرويج  | وسط    | مارتين أوديغارد   |
| 9     | البرازيل | مهاجم  | غابرييل جيسوس     |
| 11    | البرازيل | مهاجم  | غابرييل مارتينيلي |
| 12    | هولندا   | مدافع  | جوراين تيمبير     |
| 15    | بولندا   | مدافع  | جاكوب كيويور      |
| 17    | أوكرانيا | مدافع  | أولكسندر زينتشنكو |
| 18    | اليابان  | مدافع  | تاكيهيرو تومياسو  |

| الرقم | البلد    | المركز | اللاعب                          |
| ----- | -------- | ------ | ------------------------------- |
| 19    | بلجيكا   | مهاجم  | لياندرو تروسار                  |
| 20    | إيطاليا  | وسط    | جورجينيو                        |
| 22    | إسبانيا  | حارس   | دافيد رايا                      |
| 23    | إسبانيا  | وسط    | ميكل ميرينو                     |
| 29    | ألمانيا  | وسط    | كاي هافيرتس                     |
| 30    | إنجلترا  | مهاجم  | رحيم ستيرلينغ (معاراً من تشيلسي) |
| 32    | البرازيل | حارس   | نيتو (معاراً من بورنموث)         |
| 33    | إيطاليا  | مدافع  | ريكاردو كالافيوري               |
| 41    | إنجلترا  | وسط    | ديكلان رايس                     |

### اللاعبون المُعارون
- تنتهي إعارة جميع اللاعبين في 30 يونيو 2025.[134]

ملاحظة: تشير الأعلام إلى المنتخب بحسب قواعد الأهلية المعتمدة من قبل الفيفا؛ تنطبق بعض الاستثناءات المحدودة. وقد يحمل اللاعبون أكثر من جنسية لا تعترف بها الفيفا.
| الرقم | البلد    | المركز | اللاعب                                                  |
| ----- | -------- | ------ | ------------------------------------------------------- |
| 21    | البرتغال | وسط    | فابيو فييرا (إلى بورتو حتى 30 يونيو 2025)               |
| 24    | إنجلترا  | مهاجم  | ريس نيلسون (إلى فولهام حتى 30 يونيو 2025)               |
| 27    | البرازيل | مهاجم  | ماركينيوس (إلى كروزيرو حتى 31 ديسمبر 2025)              |
| 31    | إستونيا  | حارس   | كارل جاكوب هاين (إلى ريال بلد الوليد حتى 30 يونيو 2025) |

## أبرز نجوم النادي

### اللاعبون
الجدول التالي يحتوي على قائمة بأسماء اللاعبين الذين حققوا نجاحاً مع النادي من خلال عدد الأهداف التي أحرزوها أو عدد المباريات التي خاضوها أو عدد الألقاب التي حققوها خلال فترة وجودهم في النادي.

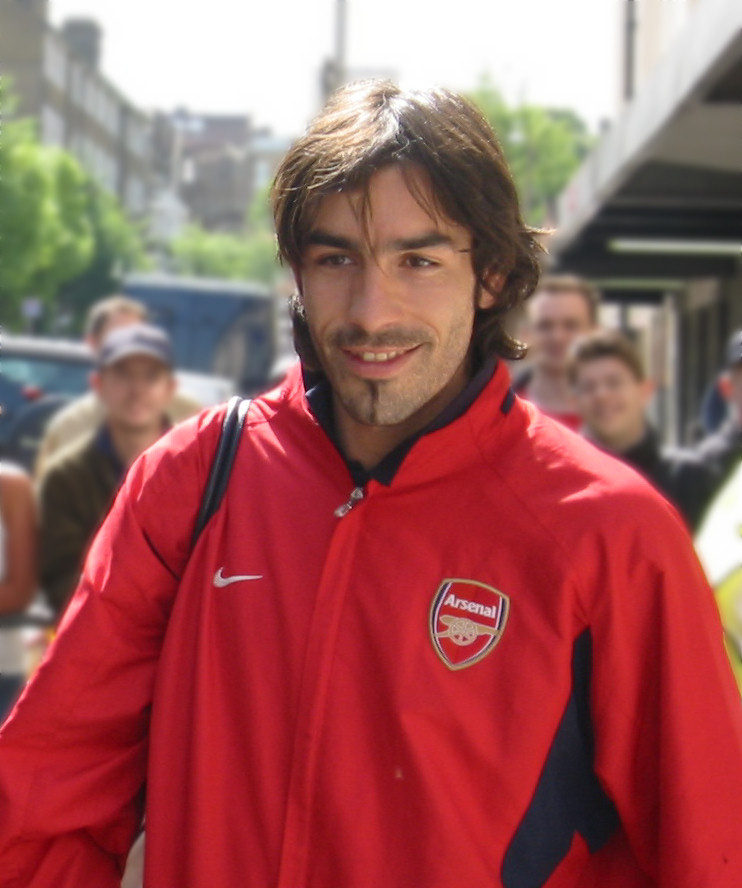
الفرنسي روبير بيريز.

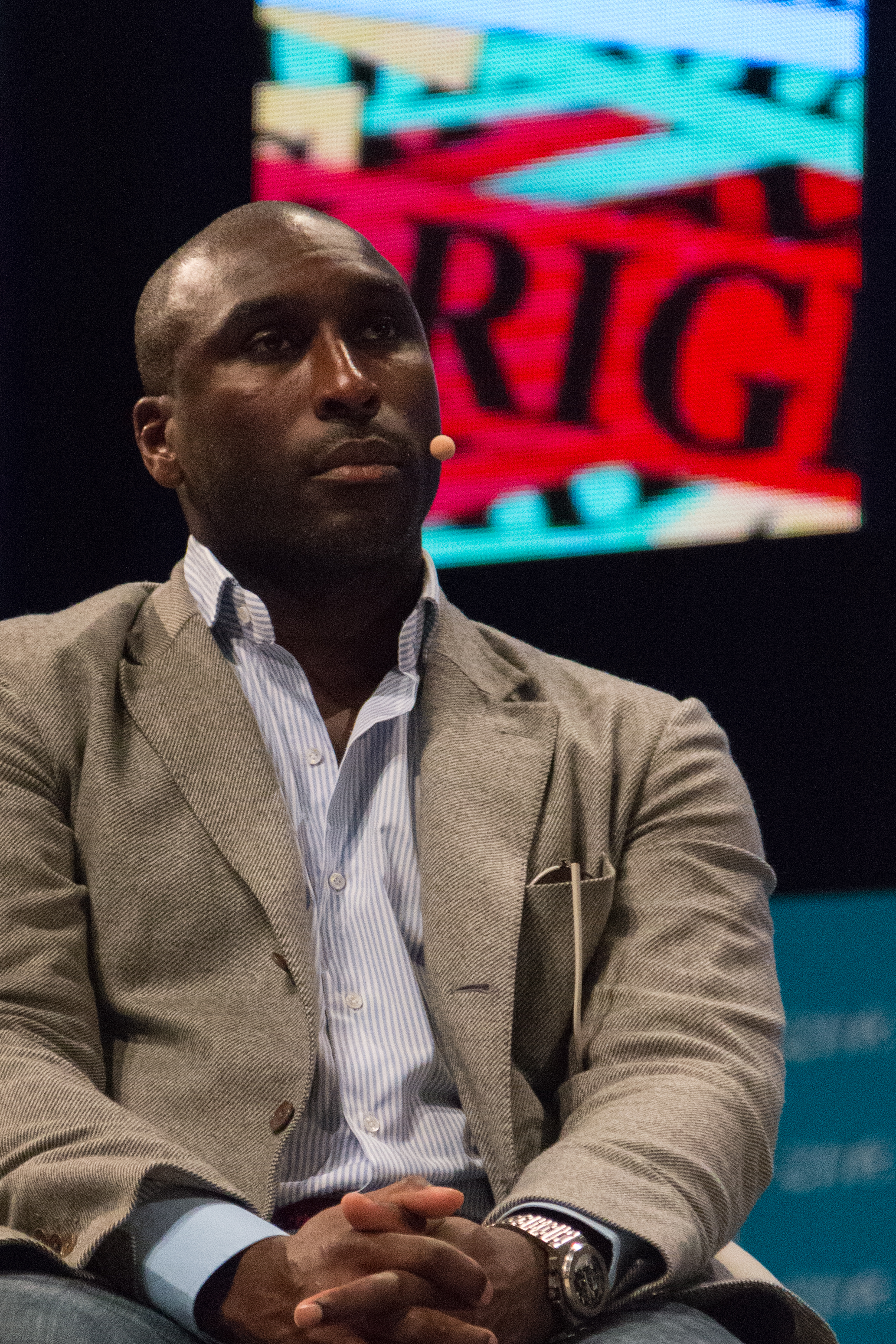
الإنجليزي سول كامبل.

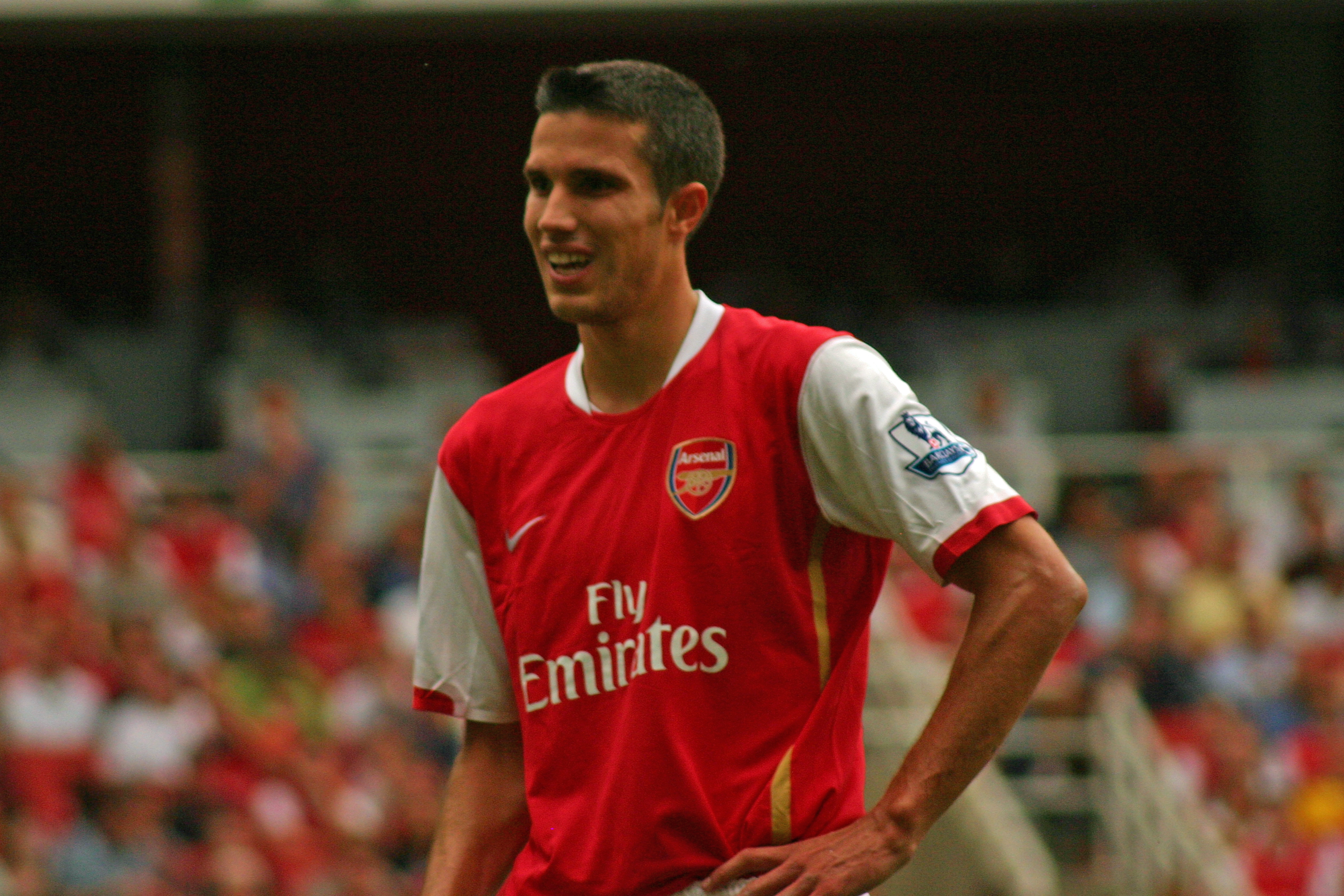
الهولندي روبن فان بيرسي.

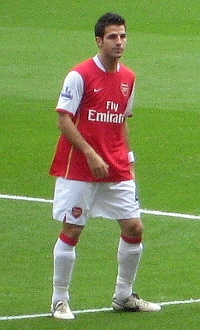
الإسباني سيسك فابريغاس.

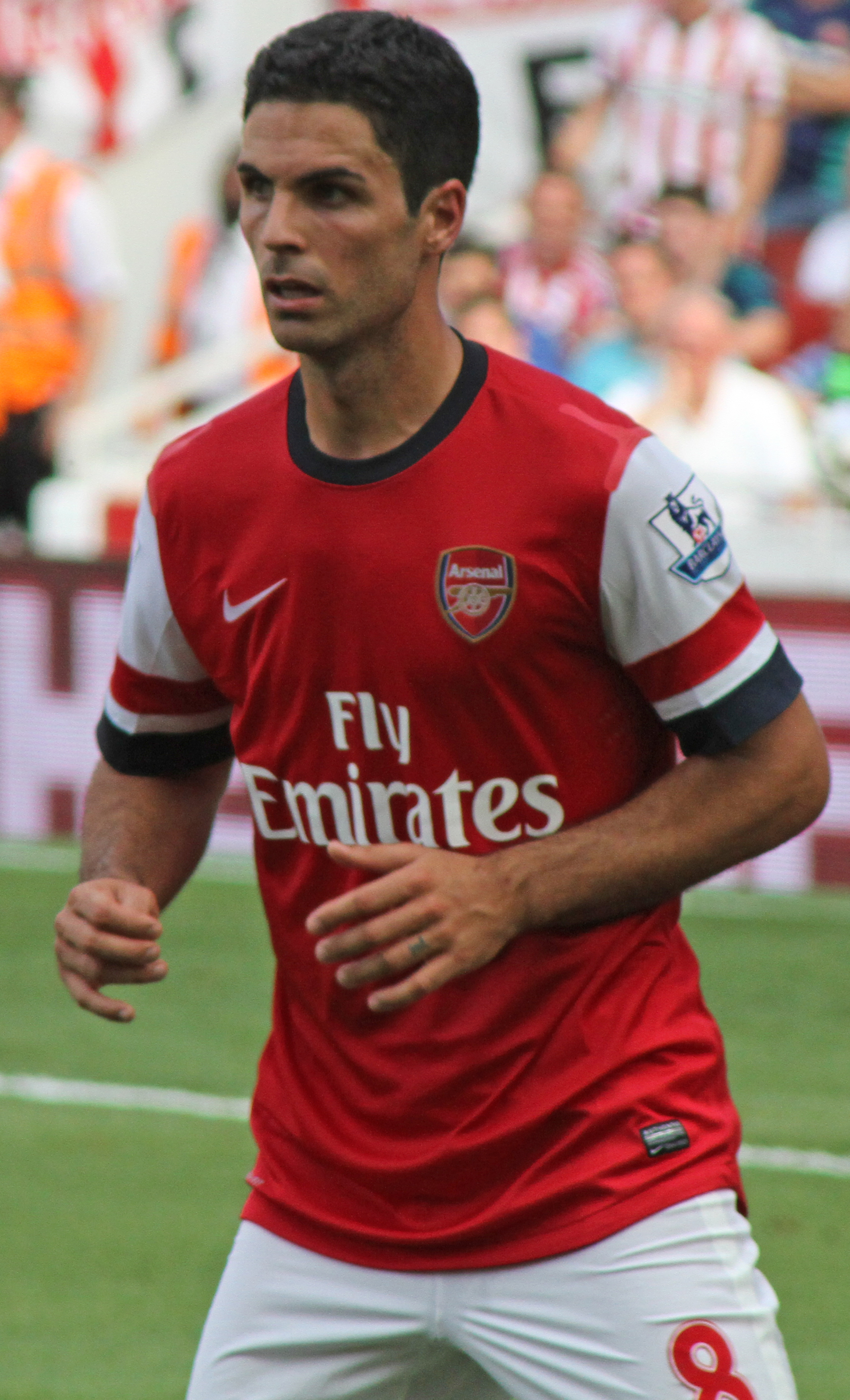
الإسباني ميكل أرتيتا.

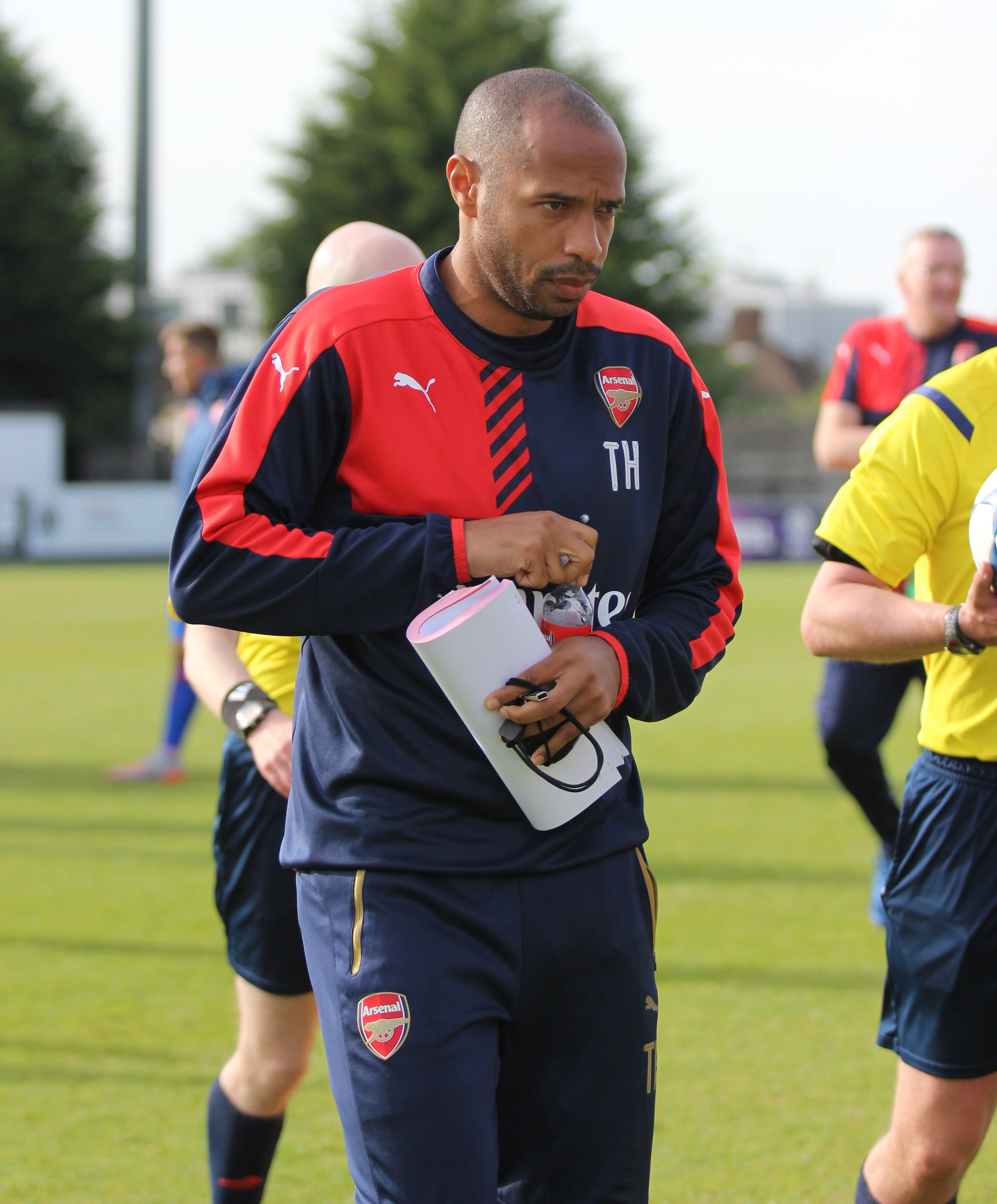
الفرنسي تيري هنري.

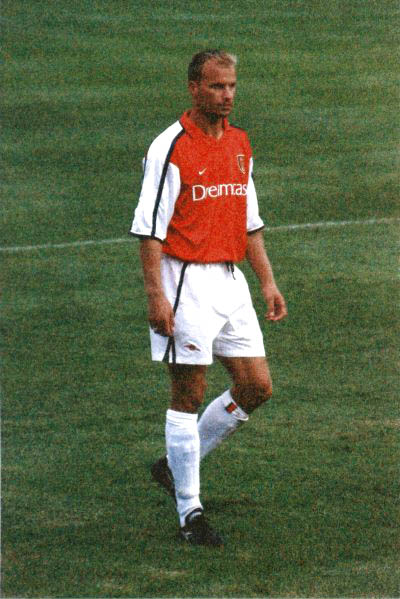
الهولندي دينيس بيركامب.

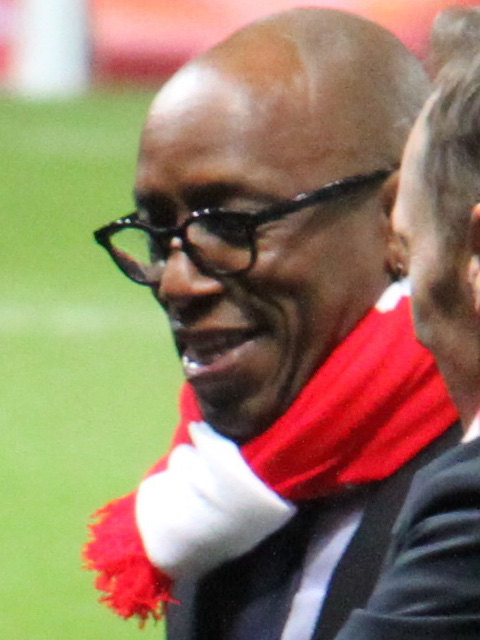
الإنجليزي إيان رايت.

| اللاعب         | الدولة           | الفترة    | المركز | المباريات | الأهداف | الألقاب المحققة مع أرسنال |
| -------------- | ---------------- | --------- | ------ | --------- | ------- | --- |
| إيدي هابجود    | إنجلترا          | 1927-1939 | مدافع  | 440       | 2       | لقب الدوري الإنجليزي الممتاز 5 مرات (كابتن منتخب إنجلترا لكرة القدم من 1934 إلى 1939) |
| دافيد جاك      | إنجلترا          | 1928-1934 | وسط    | 208       | 124     | لقب الدوري الإنجليزي الممتاز 3 مرات |
| أليكس جيمس     | إسكتلندا         | 1929-1937 | وسط    | 261       | 27      | لقب الدوري الإنجليزي الممتاز 4 مرات |
| كليف باستن     | إنجلترا          | 1929-1947 | مهاجم  | 396       | 178     | أفضل هدافي أرسنال حتى عام 1997 |
| جون رادفورد    | إنجلترا          | 1964-1976 | مهاجم  | 481       | 139     | لقب الدوري الأوروبي عام 1970 وثناية الدوري والكأس عام 1971 |
| راي كينيدي     | إنجلترا          | 1969-1974 | مهاجم  | 212       | 71      | لقب الدوري الأوروبي عام 1970 وثناية الدوري والكأس عام 1971 |
| لايم بريدي     | جمهورية أيرلندا  | 1973-1980 | وسط    | 307       | 59      | لقب كأس الاتحاد الإنجليزي عام 1979، نهائي كأس الاتحاد الإنجليزي مرتين نهائي كأس الكؤوس الأوروبية عام 1980 |
| فرانك ستابلتون | جمهورية أيرلندا  | 1975-1981 | مهاجم  | 300       | 108     | نهائي كأس الاتحاد الإنجليزي 3 مرات تخللها الفوز باللقب عام 1979 |
| ديفيد اوليري   | جمهورية أيرلندا  | 1975-1993 | مدافع  | 722       | 14      | لقب الدوري الإنجليزي الممتاز مرتين، لقب كأس الاتحاد الإنجليزي مرتين، لقب كأس رابطة الأندية الإنجليزية المحترفة مرتين |
| بات جينينجز    | أيرلندا الشمالية | 1977-1984 | حارس   | 327       | 0       | لقب كأس الاتحاد الإنجليزي عام 1967، لقب كأس رابطة الأندية الإنجليزية المحترفة مرتين ولقب الدوري الأوروبي عام 1972 |
| توني آدامز     | إنجلترا          | 1983-2002 | مدافع  | 668       | 48      | لقب الدوري الإنجليزي الممتاز مرتين، ثناية كأس الاتحاد الإنجليزي وكأس رابطة الأندية الإنجليزية المحترفة عام 1993 لقب كأس الكؤوس الأوروبية عام 1994، وقد قضى حياتة الكروية بأكملها في النادي (22 عاما)                                     |
| نايجل وينتربرن | إنجلترا          | 1987-2002 | مدافع  | 440       | 8       | لقب الدوري الإنجليزي الممتاز مرتين، ثناية كأس الاتحاد الإنجليزي وكأس رابطة الأندية الإنجليزية المحترفة عام 1993 لقب كأس الكؤوس الأوروبية عام 1994                                                                                        |
| لي ديكسون      | إنجلترا          | 1988-2002 | مدافع  | 618       | 28      | لقب الدوري الإنجليزي الممتاز مرتين، ثناية كأس الاتحاد الإنجليزي وكأس رابطة الأندية الإنجليزية المحترفة عام 1993 لقب كأس الكؤوس الأوروبية عام 1994                                                                                        |
| ديفيد سيمان    | إنجلترا          | 1990-2003 | حارس   | 563       | 0       | لقب الدوري الإنجليزي الممتاز مرتين، لقب كأس الاتحاد الإنجليزي 3 مرات لقب كأس الكؤوس الأوروبية عام 1994 |
| إيان رايت      | إنجلترا          | 1991-1998 | مهاجم  | 288       | 185     | لقب الدوري الإنجليزي الممتاز، لقب كأس الاتحاد الإنجليزي مرتين، لقب كأس الكؤوس الأوروبية عام 1994 |
| راي بارلور     | إنجلترا          | 1992-2004 | وسط    | 464       | 32      | لقب الدوري الإنجليزي الممتاز 3 مرات، لقب كأس الاتحاد الإنجليزي 4 مرات، لقب كأس الكؤوس الأوروبية عام 1994 |
| دينيس بيركامب  | هولندا           | 1995-2006 | مهاجم  | 423       | 121     | لقب الدوري الإنجليزي الممتاز 3 مرات، لقب كأس الاتحاد الإنجليزي 3 مرات، نهائي الدوري الأوروبي 2000 نهائي دوري أبطال أوروبا عام 2006 |
| باتريك فييرا   | فرنسا            | 1996-2005 | وسط    | 407       | 33      | لقب الدوري الإنجليزي الممتاز 3 مرات، لقب كأس الاتحاد الإنجليزي 3 مرات |
| روبير بيريز    | فرنسا            | 2000-2006 | وسط    | 284       | 84      | لقب الدوري الإنجليزي الممتاز مرتين، لقب كأس الاتحاد الإنجليزي 3 مرات، نهائي دوري أبطال أوروبا عام 2006 |
| سول كامبل      | إنجلترا          | 2001-2006 | مدافع  | 197       | 11      | نهائي دوري أبطال أوروبا عام 2006، لقب الدوري الإنجليزي الممتاز مرتين، لقب كأس الاتحاد الإنجليزي |
| فريدرك ليونبرغ | السويد           | 1998-2007 | وسط    | 285       | 61      | لقب الدوري الإنجليزي الممتاز مرتين، لقب كأس الاتحاد الإنجليزي 3 مرات، نهائي دوري أبطال أوروبا عام 2006 |
| تيري هنري      | فرنسا            | 1999-2007 | مهاجم  | 370       | 226     | نهائي دوري أبطال أوروبا عام 2006 ونهائي الدوري الأوروبي 2000، لقب الدوري الإنجليزي الممتاز مرتين لقب كأس الاتحاد الإنجليزي 3 مرات، هداف الدوري الإنجليزي الممتاز 4 مرات، جائزة الحذاء الذهبي الأوروبي عام 2004 أفضل هداف في تاريخ أرسنال |

### قائدو الفريق
الجدول التالي يحتوي على قائمة بأسماء قائدوا الآرسنال، أول كابتن للفريق كان في عام 1904.
وأول لاعب أجنبي يحمل شارة الكابتن هو ريمي جارد حين حملها في عام 1996.
| القائد                 | الفترة        |
| ---------------------- | ------------- |
| جيمز جاكسون            | 1904–1905     |
| تيري نيل               | 1962–1967     |
| فرانك ماكلنتوك         | 1967–1973     |
| آلان بول               | 1973–1975     |
| ايدي كيلي              | 1975–1976     |
| بات رايس               | 1976–1980     |
| جون هولينس             | 1980–1981     |
| ديفيد اوليري           | 1981–1983     |
| غراهام ريكس            | 1983–1986     |
| كيني سانسوم            | 1986–1988     |
| توني آدامز             | 1988–2002     |
| باتريك فييرا           | 2002–2005     |
| تيري هنري              | 2005–2007     |
| ويليام غالاس           | 2007–2008     |
| سيسك فابريغاس          | 2008–2011     |
| روبن فان بيرسي         | 2011–2012     |
| توماس فيرمايلين        | 2012 –2014    |
| ميكل أرتيتا            | 2014–2016     |
| بير ميرتيساكر          | 2016–2018     |
| لوران كوشيلني          | 2018–2019     |
| غرانيت تشاكا           | 2019          |
| بيير إيميريك أوباميانغ | 2019–2021     |
| ألكسندر لاكازيت        | 2021–2022     |
| مارتين أوديغارد        | 2022–حتى الآن |

### هدافو الفريق عبر التاريخ
ملاحظة: الجدول يبين الأهداف المسجلة في المباريات الرسمية فقط (بما في ذلك التبديلات) – بينما الأرقام التي بين الأقواس تمثل عدد المباريات.
| #  | اللاعب         | الدوري    | كأس إنجلترا | كأس الرابطة | الاتحاد الأوروبي | درع المجتمع الإنجليزي | المجموع   |
| -- | -------------- | --------- | ----------- | ----------- | ---------------- | --------------------- | --------- |
| 1  | تييري هنري     | 176 (254) | 08 (24)     | 02 0(3)     | 42 (84)          | 1 (4)                 | 229 (369) |
| 2  | إيان رايت      | 128 (221) | 12 (16)     | 29 (29)     | 15 (21)          | 1 (1)                 | 185 (288) |
| 3  | كليف باستن     | 150 (350) | 26 (42)     | 00 0(0)     | 00 0(0)          | 2 (4)                 | 178 (396) |
| 4  | جون رادفورد    | 111 (379) | 15 (44)     | 12 (34)     | 11 (24)          | 0 (0)                 | 149 (481) |
| 5  | تيد درايك      | 124 (168) | 12 (14)     | 00 0(0)     | 00 0(0)          | 3 (2)                 | 139 (184) |
| 6  | جيمي براين     | 125 (204) | 14 (27)     | 00 0(0)     | 00 0(0)          | 0 (1)                 | 139 (232) |
| 7  | دوغ ليشمان     | 125 (226) | 10 (17)     | 00 0(0)     | 00 0(0)          | 2 (1)                 | 137 (244) |
| 8  | جو هولمي       | 107 (333) | 17 (39)     | 00 0(0)     | 00 0(0)          | 1 (2)                 | 125 (374) |
| 9  | ديفيد جاك      | 113 (181) | 10 (25)     | 00 0(0)     | 00 0(0)          | 1 (2)                 | 124 (208) |
| 10 | دينيس بيركامب  | 087 (315) | 14 (39)     | 08 (16)     | 12 (48)          | 0 (5)                 | 121 (423) |
| 11 | ريغ لويس       | 103 (154) | 13 (21)     | 00 0(0)     | 00 0(0)          | 2 (1)                 | 118 (176) |
| 12 | آلن مارتن سميث | 086 (264) | 06 (26)     | 16 (38)     | 07 (17)          | 0 (2)                 | 115 (347) |
| 13 | جاك لامبرت     | 098 (143) | 11 (16)     | 00 0(0)     | 00 0(0)          | 0 (2)                 | 109 (161) |
| 14 | فرانك ستابلتون | 075 (225) | 15 (32)     | 14 (27)     | 04 (15)          | 0 (1)                 | 108 (300) |
| 15 | ديفيد هيرد     | 097 (166) | 10 (14)     | 00 0(0)     | 00 0(0)          | 0 (0)                 | 107 (180) |
| 16 | جو بيكر        | 093 (144) | 04 (10)     | 00 0(0)     | 00 0(0)          | 3 (2)                 | 100 (156) |
| 17 | بول ميرسون     | 078 (327) | 04 (31)     | 10 (40)     | 07 (22)          | 0 (3)                 | 099 (423) |
| 18 | دون روبير      | 088 (297) | 07 (22)     | 00 0(0)     | 00 0(0)          | 0 (2)                 | 095 (321) |
| 19 | آلن سندرلاند   | 055 (206) | 16 (34)     | 13 (26)     | 07 (14)          | 1 (1)                 | 092 (281) |
| 20 | كليف هولتون    | 083 (198) | 05 (18)     | 00 0(0)     | 00 0(0)          | 0 (1)                 | 088 (217) |

## المدربين

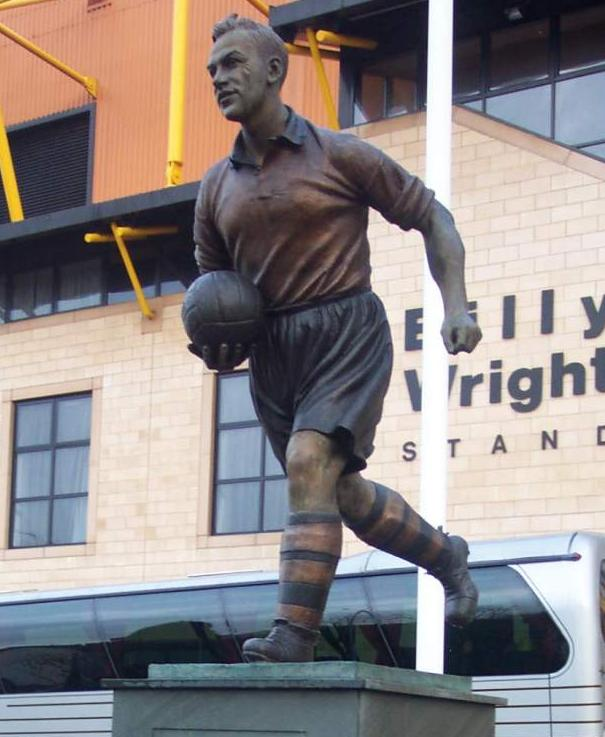
تمثال بيلي رايت، مدرّب أرسنال من عام 1962 حتى عام 1966.

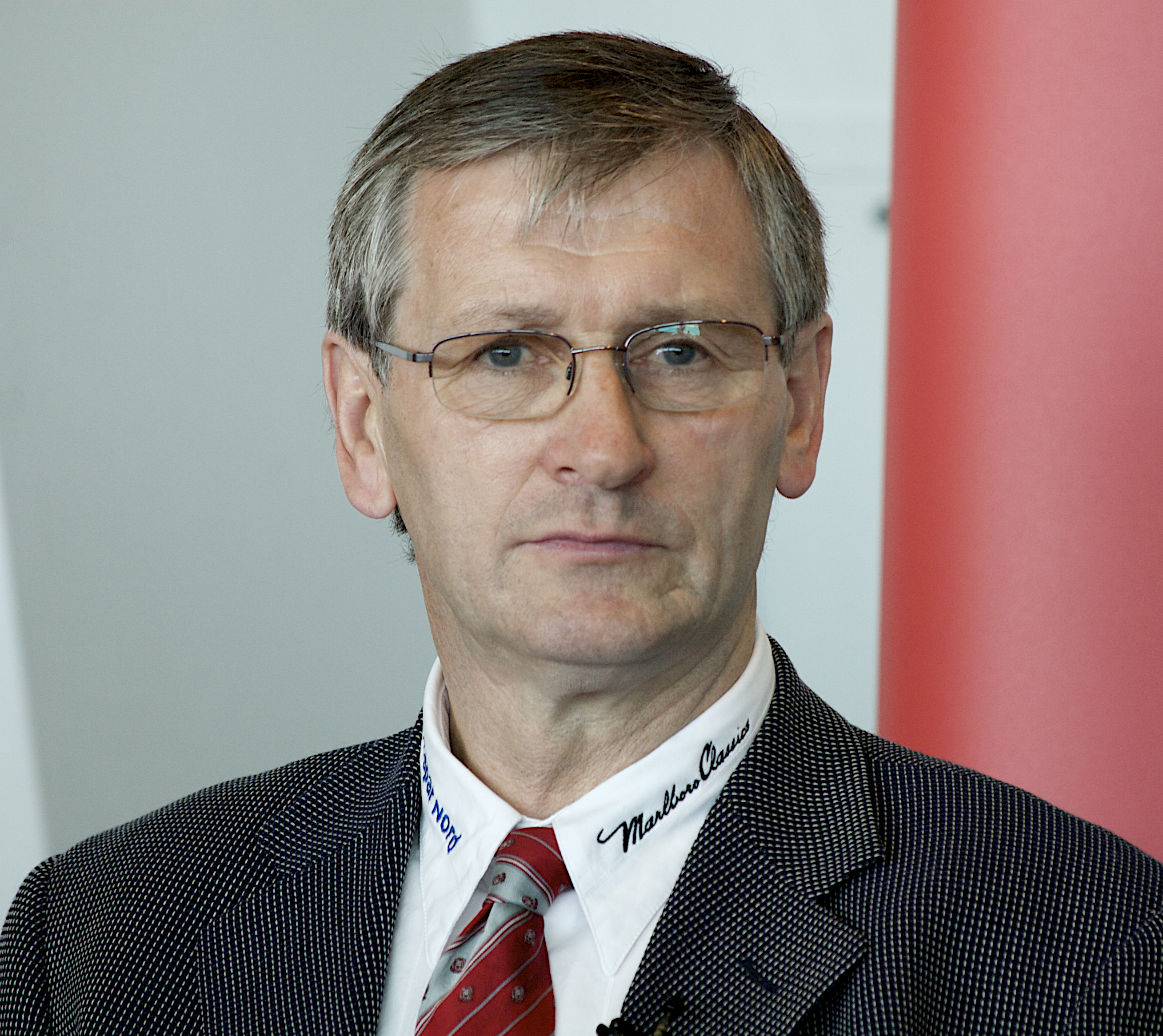
بروس ريوتش، مدرب أرسنال من عام 1995 حتى 1996.

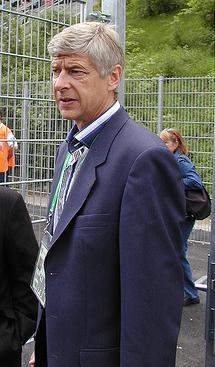
آرسين فينجر، مدرب أرسنال من 1996 إلى 2018.

حسب إحصاءات 11 مايو، 2025. 
| الإسم            | الجنسية          | من             | إلى            | م     | ف   | ت   | خ   | أ.ل   | أ.ع   | ن.ف%   | الإنجازات | ملاحظات |
| ---------------- | ---------------- | -------------- | -------------- | ----- | --- | --- | --- | ----- | ----- | ------ | --- | --- |
| توماش ميشيل      | اسكتلندا         | 30 مارس 1897   | 10 مارس 1898   | 45    | 23  | 8   | 14  | 106   | 79    | 051٫11 | | |
| غير معروف        | لا توجد بيانات   | 11 مارس 1898   | أبريل 1898     | 9     | 6   | 2   | 1   | 21    | 8     | 066٫67 | | |
| ويليام إلكوت     | إنجلترا          | 11 أبريل 1898  | 16 فبراير 1899 | 44    | 21  | 6   | 17  | 86    | 67    | 047٫73 | | |
| آرثر كينيدي      | إنجلترا          | 21 فبراير 1899 | 29 أبريل 1899  | 15    | 8   | 3   | 4   | 31    | 17    | 053٫33 | | |
| هاري برادشو      | إنجلترا          | 30 يونيو 1899  | 30 أبريل 1904  | 235   | 118 | 44  | 73  | 403   | 237   | 050٫21 | | |
| فيل كيلسو        | اسكتلندا         | 1 مايو 1904    | 9 فبراير 1908  | 152   | 63  | 31  | 58  | 225   | 229   | 041٫45 | | |
| جورج موريل       | اسكتلندا         | 10 فبراير 1908 | 13 أبريل 1915  | 309   | 113 | 74  | 122 | 392   | 428   | 036٫57 | | |
| جيمس مكوين       | إنجلترا          | 19 أبريل 1915  | 24 مايو 1919   | 2     | 1   | 0   | 1   | 7     | 3     | 050٫00 | | [ 138 ] |
| ليسلي نايتون     | إنجلترا          | 25 مايو 1919   | 16 مايو 1925   | 286   | 105 | 63  | 118 | 367   | 401   | 036٫71 | | |
| هيربرت تشابمات   | إنجلترا          | 11 يونيو 1925  | 6 يناير 1934   | 411   | 204 | 97  | 110 | 879   | 616   | 049٫64 | دوري كرة القدم الإنجليزي (2) كأس الاتحاد الإنجليزي (1) درع الاتحاد الإنجليزي (3)                                                                                       | |
| جوي شو           | إنجلترا          | 6 يناير 1934   | 28 مايو 1934   | 23    | 14  | 3   | 6   | 44    | 29    | 060٫87 | دوري كرة القدم الإنجليزي (1) | [ 140 ] |
| جورج أليسون      | إنجلترا          | 28 مايو 1934   | 31 مايو 1947   | 279   | 129 | 74  | 76  | 534   | 327   | 046٫24 | دوري كرة القدم الإنجليزي (2) كأس الاتحاد الإنجليزي (1) درع الاتحاد الإنجليزي (2)                                                                                       | |
| توم وايتكير      | إنجلترا          | 2 يونيو 1947   | 24 أكتوبر 1956 | 430   | 203 | 106 | 121 | 802   | 568   | 047٫21 | دوري كرة القدم الإنجليزي (2) كأس الاتحاد الإنجليزي(1) درع الاتحاد الإنجليزي (2)                                                                                        | [ 142 ] |
| جاك كرايستون     | إنجلترا          | 24 أكتوبر 1956 | 19 مايو 1958   | 81    | 34  | 17  | 30  | 148   | 151   | 041٫98 | | |
| جورج سويندن      | إنجلترا          | 21 يونيو 1958  | 1 مايو 1962    | 186   | 76  | 43  | 67  | 336   | 330   | 040٫86 | | |
| بيلي رايت        | إنجلترا          | 1 مايو 1962    | 13 يونيو 1966  | 182   | 70  | 43  | 69  | 336   | 330   | 038٫46 | | |
| بيرتي مي         | إنجلترا          | 20 يونيو 1966  | 4 مايو 1976    | 539   | 241 | 148 | 150 | 739   | 542   | 044٫71 | دوري كرة القدم الإنجليزي (1) كأس الاتحاد الإنجليزي (1) كأس المعارض الأوروبية (1)                                                                                       | |
| تيري نيل         | أيرلندا الشمالية | 9 يوليو 1976   | 16 ديسمبر 1983 | 416   | 187 | 117 | 112 | 601   | 446   | 044٫95 | كأس الاتحاد الإنجليزي (1) | |
| دون هو           | إنجلترا          | 16 ديسمبر 1983 | 22 مارس 1986   | 117   | 54  | 32  | 31  | 187   | 142   | 046٫15 | | |
| ستيف برتينشو     | إنجلترا          | 23 مارس 1986   | 14 مايو 1986   | 11    | 3   | 2   | 6   | 7     | 15    | 027٫27 | | |
| جورج غراهام      | اسكتلندا         | 14 مايو 1986   | 21 فبراير 1995 | 460   | 225 | 133 | 102 | 711   | 403   | 048٫91 | دوري كرة القدم الإنجليزي (2) كأس الاتحاد الإنجليزي (1) كأس رابطة الأندية الإنجليزية المحترفة (2) درع الاتحاد الإنجليزي (1) (مشترك) كأس أوروبا للأندية أبطال الكؤوس (1) | |
| ستيورات هوستون   | اسكتلندا         | 21 فبراير 1995 | 15 يونيو 1995  | 19    | 7   | 3   | 9   | 29    | 25    | 036٫84 | | |
| بروس ريوتش       | اسكتلندا         | 15 يونيو 1995  | 12 أغسطس 1996  | 47    | 22  | 15  | 10  | 67    | 37    | 046٫81 | | |
| ستيوارت هوستون   | اسكتلندا         | 12 أغسطس 1996  | 13 سبتمبر 1996 | 6     | 2   | 2   | 2   | 11    | 10    | 033٫33 | | |
| بات رايس         | أيرلندا الشمالية | 13 سبتمبر 1996 | 30 سبتمبر 1996 | 4     | 3   | 0   | 1   | 10    | 4     | 075٫00 | | |
| أرسين فينغر      | فرنسا            | 1 أكتوبر 1996  | 13 مايو 2018   | 1٬235 | 707 | 280 | 248 | 2٬156 | 1٬147 | 057٫25 | الدوري الإنجليزي الممتاز (3) كأس الاتحاد الإنجليزي (7) درع الاتحاد الإنجليزي (7)                                                                                       | على الرغم من إعلان تعيين فينغر قبل مباراة أرسنال ضد سندرلاند في 28 سبتمبر 1996، إلا أن بات رايس بقي مسؤولاً عن الفريق الأول لتلك المباراة ولم ينتقل فينجر رسمياً حتى 1 أكتوبر 1996. |
| أوناي إيمري      | إسبانيا          | 23 مايو 2018   | 29 نوفمبر 2019 | 78    | 43  | 16  | 19  | 152   | 100   | 055٫13 | | |
| فريدريك ليونغبرغ | السويد           | 29 نوفمبر 2019 | 21 ديسمبر 2019 | 6     | 1   | 3   | 2   | 8     | 10    | 016٫67 | | |
| ميكل أرتيتا      | إسبانيا          | 22 ديسمبر 2019 | حتى الآن       | 255   | 151 | 44  | 60  | 480   | 250   | 059٫22 | كأس الاتحاد الإنجليزي (1) درع المجتمع الإنجليزي (2) | |

## حقائق وأرقام
- أول مباراة رسمية للفريق كانت بتاريخ 11 ديسمبر، 1886 ضد فريق «إيسترن وندررز» وانتهت بفوز أرسنال 6 - 0.[146]
- أول بطولة حصل عليها أرسنال هي بطولة كأس إنجلترا وكانت في عام 1930 بعد الفوز على فريق هيدرسفيلد 2 - 0.[147]
- أكبر فوز لأرسنال في الدوري كان على حساب فريق روبروت عام 1900 وانتهت المباراة 12 - 0، وأكبر هزيمة له بالدوري كانت أمام فريق روبروت أيضا عام 1896 وانتهت المباراة 0 - 8.[148]

- أكبر فوز لأرسنال بالكأس كان على حساب فريق داروين عام 1932 وانتهت المباراة 11 - 1.[149]

- أكبر هزيمة له بالكأس كانت عام 1899 امام فريق ديربي كاونتي وانتهت المباراة 0 - 6.[150]
- أكبر فوز في كأس رابطة الأندية الإنجليزية المحترفة كان في عام 1980 أمام ليدز يونايتد وانتهت المباراة 7 - 0.[151]

- أكبر هزيمة في كأس رابطة الأندية الإنجليزية المحترفة كانت أمام تشيلسي عام 1999 وانتهت المباراة 0 - 5.[151]
- أكبر فوز للأرسنال في بطولة أوروبية كان أمام سلافيا براغ التشيكي عام 2007 وانتهت المباراة 7 - 0.[151]
- أكبر هزيمة للأرسنال في بطولة أوروبية كانت أمام فريق سبارتاك موسكو الروسي عام 1982 وانتهت المباراة 5 - 2.[151]
- أكبر نسبة أهداف سجلها الفريق في الدوري كانت عام 2005 فسجل 87 هدفا.[151]
- أقل نسبة أهداف سجلها الفريق كانت عام 1912 وسجل 26 هدف.[152]

- أقل نسبة أهداف دخلت مرمى الفريق كانت عام 1998 عبارة عن 17 هدف.[151]
- أكبر نسبة أهداف دخلت في الفريق كانت عام 1912 عبارة عن 74 هدف.[152]
- أكثر نسبة فوز للفريق في موسم واحد في الدوري كانت عام 1970 وهي 29 فوز.[151]
- أقل نسبة فوز كانت عام 1912 وهي ثلاث مرات فقط.[152]
- أكثر موسم حصد فيه الفريق نقاط في الدوري كانت عام 2004 وحصد 90 نقطة.[151]
- أقل موسم حصد من خلاله الفريق نقاط كان عام 1912 وحصد فيه 18 نقطة.[152]
- أكبر لاعب يمثل الفريق هو جوك روثرفورد، وكان عمره 41 سنة و236 يوم عندما لعب ضد مانشستر سيتي.[148]
- أكثر اللاعبين تمثيلا لأرسنال هو اللاعب ديفيد اولاري وقد مثل الفريق في 722 مباراة من عام 1975 إلى عام 1993. يليه لاعب الوسط والكابتن توني آدامز وقد مثل الفريق في 669 مباراة بينما أكثر حارس مثل الفريق هو الإنجليزي ديفيد سيمان الذي ظهر في 563 مباراة.[153]

- أكبر صفقة انتقال شراء لاعب في تاريخ النادي كانت عام 2000 للفرنسي سيلفان ويلتورد وبلغت 13 مليون جنيه إسترليني.
- أعلى صفقة انتقال بيع لاعب في تاريخ النادي كانت للاعب نيكولاس أنيلكا الذي انتقل إلى ريال مدريد الإسباني مقابل 23.5 مليون جنيه إسترليني. وأيضا انتقال كل من مارك أوفرمارس وايمانويل بيتيت إلى برشلونة الإسباني مقابل 30 مليون جنيه.
- سجل أرسنال أيضا رقما قياسيا في كرة القدم الإنجليزية، عندما استطاع أن يصمد لتسعة وأربعين مباراة دون أي هزيمة (في الفترة ما بين مايو 2003 وأكتوبر 2004). بما فيها جميع المباريات الثمانية والثلاثون في موسم 2004/2003 الذي حقق لقبه خلاله، مما جعل الفريق ثاني الفرق التي انتزعت لقب الدوري الإنجليزي دون أي خسارة بعد فريق «بريستون نورث إند» (الذي لعب 22 مباراة فقط) وذلك في موسم 1889/1888 عندما كان عدد الفرق المشاركة في الدوري 12 فريق فقط.[31]
- أرسنال هو الفريق الوحيد في العالم الذي ذهب منه 16 لاعب للمشاركة مع منتخباتهم الوطنية في كأس العالم 2006.[148]
- سيسك فابريغاس هو أصغر لاعب يسجل هدفاً للفريق في الدوري، وكان ذلك في مرمى بلاكبيرن روفرز في أغسطس 2004 عندما كان عمره 17 سنة و113 يوم.[148]
- أول فريق في تاريخ الدوري الإنجليزي يرتدي لاعبوه أرقام خلف ظهورهم.[154]
- أول مرة استخدمت فيها كرة بيضاء للعب كانت عام 1932 في مباراة أرسنال وتشيلسي عندما اقترح هيربرت تشابمان استخدام كرة بيضاء بدلاً من الكرة البنية التي كانت تستخدم حينها حيث كان من الصعب رؤيتها، وكانت الكرة البيضاء تُغسل وتمسح في كل مرة تخرج من الملعب.[155]

- أول فريق يتم اختيار 7 لاعبين منه لتمثيل منتخب إنجلترا لكرة القدم عام 1934.[156]

- أكبر جمهور (83,260) حضر مباراة في تاريخ الدوري الإنجليزي كان بتاريخ 17 يناير، 1948 في ملعب المين رود في مباراة أرسنال ومانتشستر يونايتد وانتهت المباراة لصالح الأرسنال 3 - 1.[157]
- لم يخسر أرسنال طوال 49 مباراة متتالية بالدوري بين موسمين ، بداية من 7 مايو 2003 إلى 24 أكتوبر 2004 بعد هزيمته من مانشستر يونايتد 2-0.

## الإنجازات

### محلياً
- دوري الدرجة الأولى الإنجليزي والدوري الإنجليزي الممتاز:[158]
  - الفائز (13): 1931، 1933، 1934، 1935، 1938، 1948، 1953، 1971، 1989، 1991، 1998، 2002، 2004
  - الوصيف (10): 1926، 1932، 1973، 1999، 2000، 2001، 2003، 2005، 2016، 2023، 2024
- الدوري الإنجليزي الدرجة الثانية:[158]
  - الوصيف (1): 1904
- كأس الاتحاد الإنجليزي:
  - الفائز (14): 1930، 1936، 1950، 1971، 1979، 1993، 1998، 2002، 2003، 2005، 2014، 2015، 2017، 2020 (رقم قياسي)
  - الوصيف (7): 1927، 1932، 1952، 1972، 1978، 1980، 2001
- كأس رابطة الأندية الإنجليزية المحترفة:
  - الفائز (2): 1987، 1993
  - الوصيف (5): 1968، 1969، 1988، 2007، 2018
- درع المجتمع الإنجليزي:[159]
  - الفائز (17): 1930، 1931، 1933، 1934، 1938، 1948، 1953، 1991(مناصفة)، 1998، 1999، 2002، 2004، 2014، 2015، 2017، 2020، 2023
  - الوصيف (7): 1935، 1936، 1979، 1989، 1993، 2003، 2005

### ودية
- بطولة ويمبلي الدولية:
  - الفائز (1): 1988
- بطولة مكيتا الدولية:
  - الفائز (2): 1989، 1994
- دورة أمستردام:
  - الفائز (2): 2005، 2007
- كأس الإمارات:
  - الفائز (8): 2007، 2009، 2010، 2015، 2017، 2022، 2023، 2024
- كأس المعارض الأوروبية:[160]
  - الفائز (1): 1970
  - الوصيف (1): 2000

### أوروبياً
- دوري أبطال أوروبا:
  - الوصيف (1): 2006
- الدوري الأوروبي:
  - الوصيف (2):2000، 2019
- كأس الكؤوس الأوروبية:
  - الفائز (1): 1994
  - الوصيف (3): 1980، 1995، 2000
- كأس السوبر الأوروبي:
  - الوصيف (1): 1994